# Arquitectura del modernismo

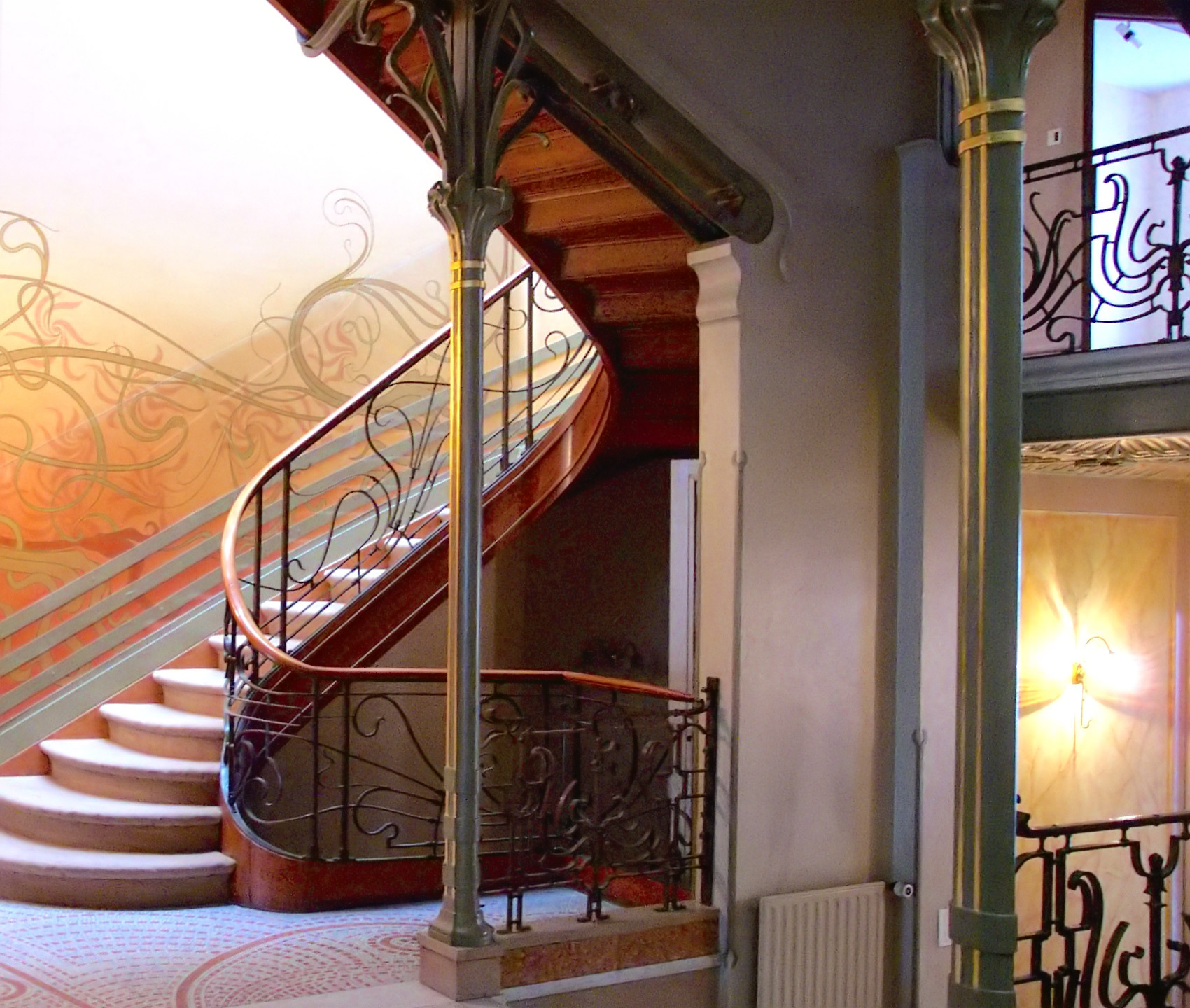
Escalera del Hotel Tassel, Bruselas, de Victor Horta.

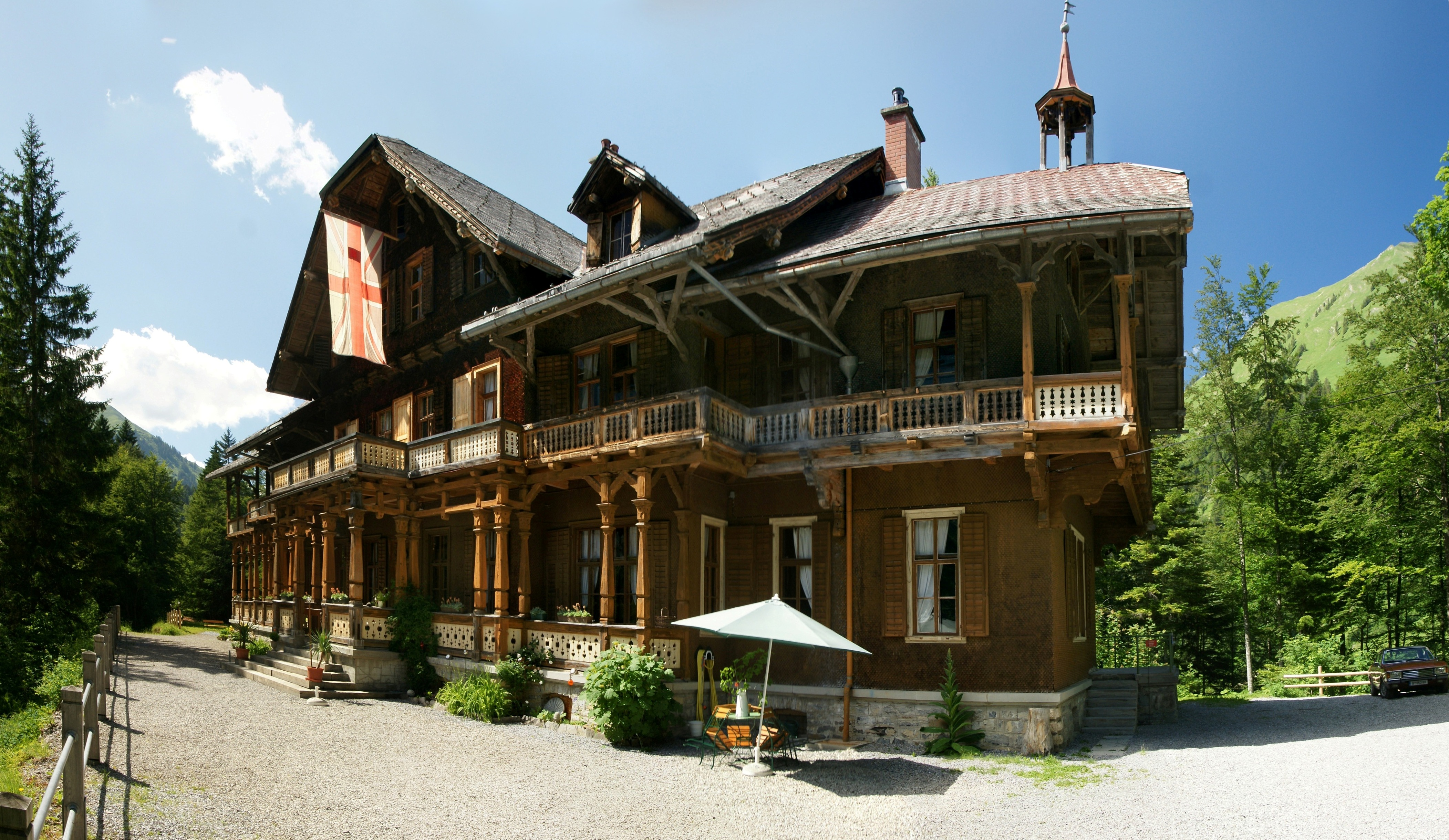
Villa Maund, Schoppernau (Austria), de William Morris.

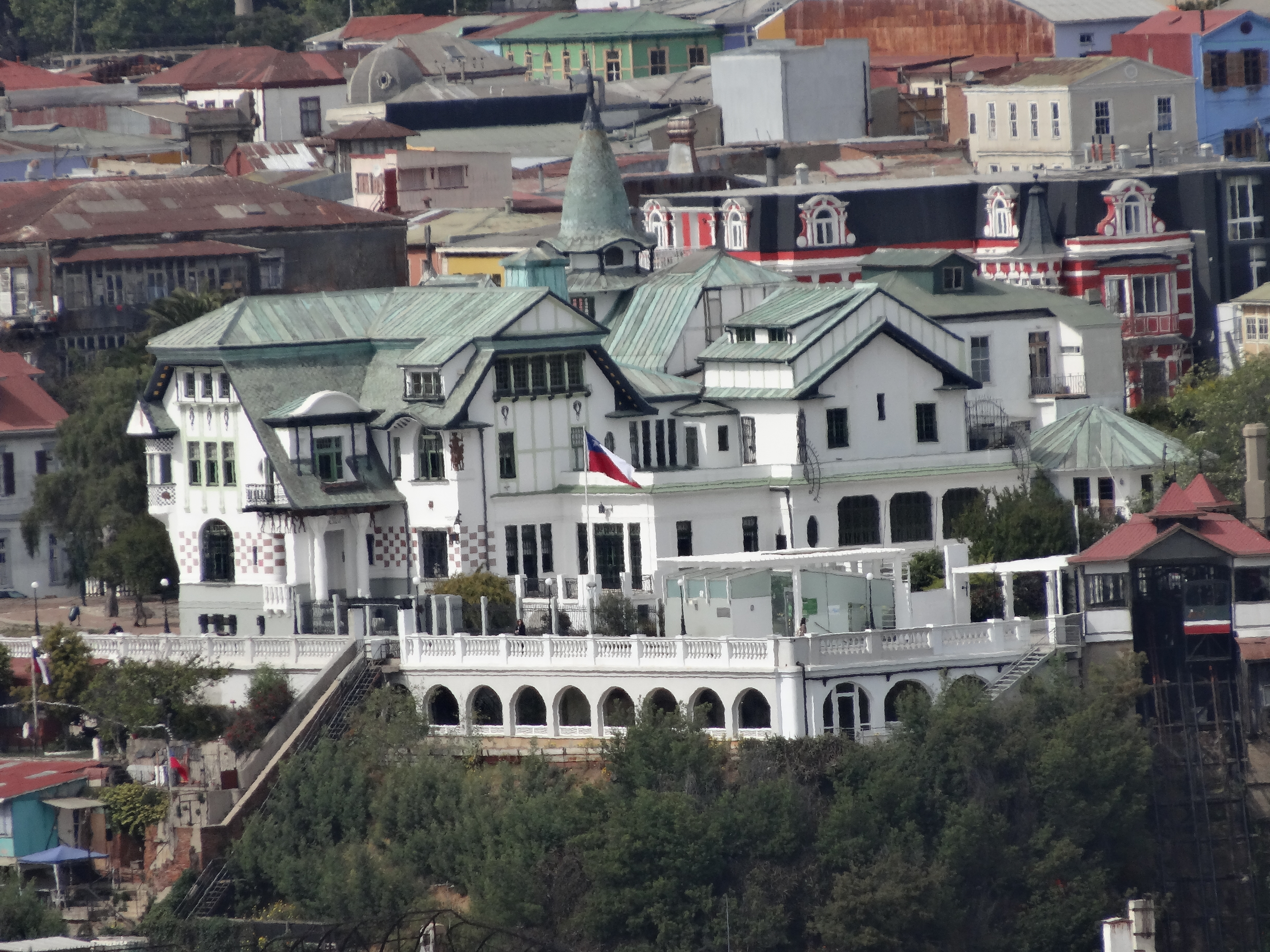
Palacio Baburizza, de Barison y Schiavon en Valparaíso, Chile.

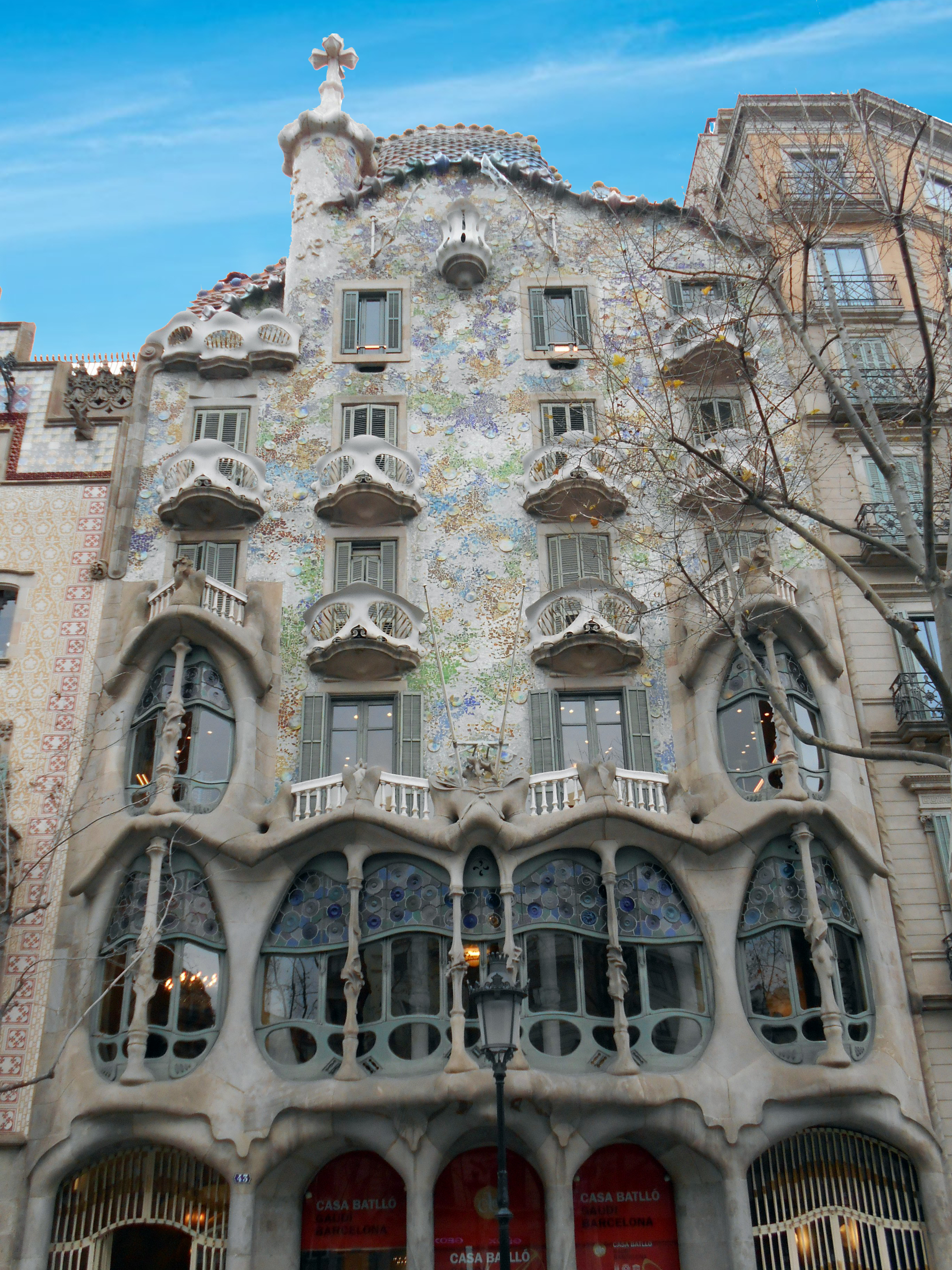
Fachada de la casa Batlló, Barcelona, de Antonio Gaudí.

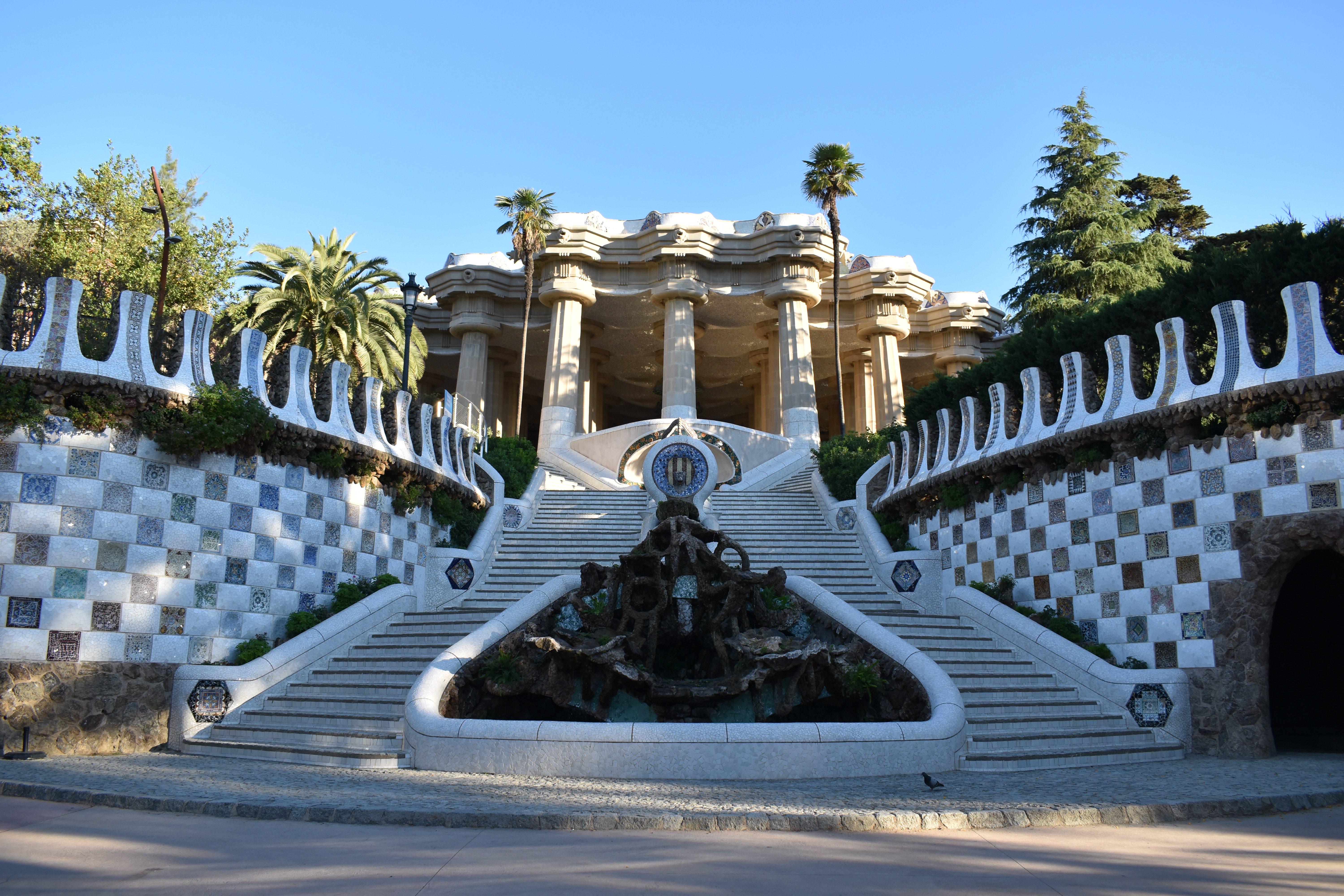
Parque Güell, Barcelona, de Gaudí.

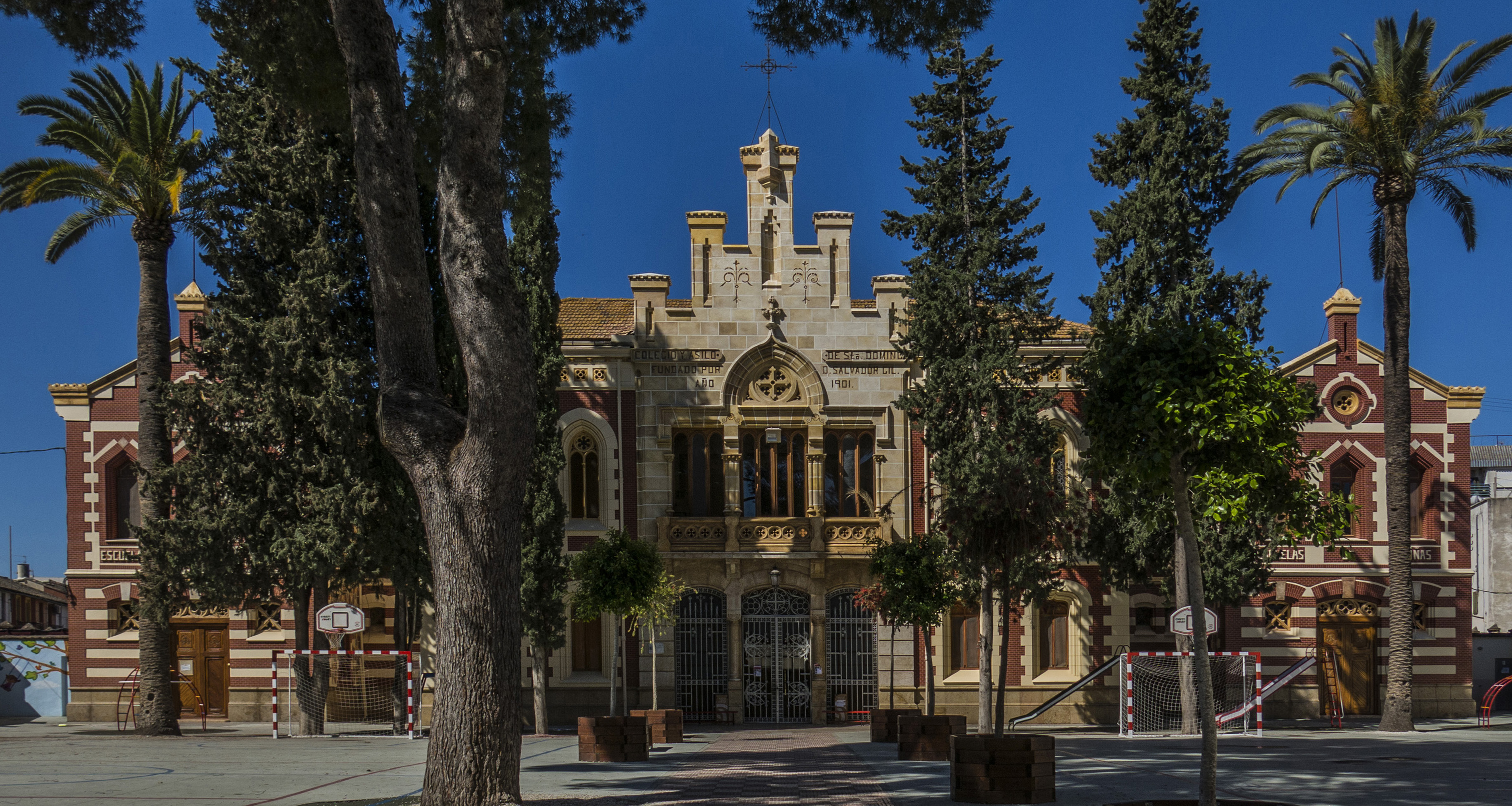
Asilo de Santo Domingo de la Ribera Alta

Arquitectura del modernismo o Arquitectura art nouveau es una tendencia en la arquitectura que se desarrolló en los años 1890-1925, pero su desarrollo principal comenzó alrededor de 1905. El art nouveau ("arte nuevo") fue el resultado de la búsqueda de liberar la forma del edificio de la pura imitación de épocas antiguas ( historicismo ) y para crear un nuevo estilo.
Las primeras aproximaciones a la arquitectura del siglo XX apuntaban a una interpretación rupturista donde lo ocurrido desde esos años a finales del siglo XIX se veía como un giro radical y sin retorno respecto a la Arquitectura anterior. Emerge así la idea de un movimiento moderno en la Arquitectura que supone empezar de cero.
Se hacía necesaria una visión histórica que pusiera el énfasis en los valores más novedosos de las obras recientes vinculadas a una interpretación comprometida con una apuesta política y social. Se quería alejar a esa Arquitectura de cualquier vínculo con tradiciones anteriores.
Cuando los pioneros de la arquitectura moderna rechazaban las “formas del pasado”, no se referían solo a algunos motivos concretos, sino también a las concepciones espaciales en general, como la perspectiva lineal del Renacimiento o los trazados totalitarios del Barroco. En particular, se oponían a las composiciones “académicas” de la arquitectura oficial del siglo XIX, en la que los centros y ejes significativos del urbanismo barroco habían degenerado en un juego con figuras formalistas. Evidentemente, esos trazados artificiales y estáticos no podían hacer frente a la forma de vida de un mundo abierto y dinámico, que buscaba evadir la realidad por medio de un mundo más bello y expresivo donde puedan refugiarse. Por último, pero no menos importante, rechazaban esos “estilos” como sistemas de tipos edificatorios y elementos simbólicos. Por medio de los estilos era como se hacían realidad las concepciones espaciales del pasado. 

## Las principales tendencias de la arquitectura moderna
La nueva situación general creada por la revolución industrial y social generó multiplicidad de nuevos temas edilicios. En el siglo XIX, la iglesia y el palacio perdieron su importancia como temas principales y fueron reemplazados, a su turno, por el monumento, el museo, la vivienda, el teatro, el palacio de exposiciones, y el edificio para oficinas. Cada uno de estos temas, así como su sucesión temporal, indican el surgimiento de una nueva forma de vida, basada en los nuevos significados existenciales.
Estas nuevas edificaciones representaba los valores económicos de la nueva sociedad capitalista, así como sus fuerzas productivas se manifestaban de forma clara en edificios destinados a fábricas, oficinas y viviendas. A partir de estos avances la reivindicación de la eficiencia y rentabilidad económica como prioridad insoslayable, se observa una disminución de los patios en la arquitectura para optimizar lo económico.
Para referirse a la arquitectura que emerge desde finales del siglo XIX se emplea el calificativo de “Moderna”. En este caso, hace referencia a la levantada desde el Art Nouveau y las propuestas hasta la década de los años 60 del siglo XX. La arquitectura del Movimiento Moderno hace una apuesta decidida a favor de determinadas corrientes y tendencias en gran medida relacionadas con las vanguardias artísticas.
Por tanto, parece que han desaparecido los factores que diferenciaban la producción industrial y la artesanal quedando como valor fundamental de esta última el valor "artístico puro" que solo los entendidos pueden apreciar. 
Naturalmente, la relativa continuidad con los sistemas tradicionales no excluye que el arte de construir se transforme en este período y que surjan nuevos problemas, como que por ejemplo, la revolución industrial modifica la técnica de la construcción, aunque sea de modo menos espectacular que en otros sectores. Los materiales tradicionales, como la piedra, los ladrillos, la madera, se trabajan de modo más rentable, distribuyéndolos de modo más práctico. A estos se añaden otros nuevos materiales, como el hierro colado, el vidrio y, más tarde, el cemento. Los progresos de la ciencia permiten utilizar todos estos materiales del modo más conveniente y medir su resistencia. La difusión del espíritu científico y la aspiración de los arquitectos a verificar los límites de empleo de los materiales y sistemas tradicionales de construcción, estimulan distintas investigaciones experimentales. 
La búsqueda científica trabaja, por otra parte, en la técnica de la construcción, modificando los instrumentos que han de servir para proyectar. Las dos principales innovaciones tienen su origen en Francia también en este caso: la invención de la geometría descriptiva y la introducción del sistema métrico decimal.
El hierro y el vidrio se usan en la construcción desde tiempo inmemorial, pero solo en este período los progresos de la industria permiten extender sus aplicaciones, introduciendo en la técnica de la construcción conceptos completamente nuevos.
En un principio el hierro se usa solo como accesorio: para cadenas, tirantes y para unir entre sí los sillares en las construcciones de mampostería. Por ejemplo, en el pronaos construido por Rondelet para el Panteón de Soufflot, en 1770, la estabilidad real de la cornisa está asegurada por una densa red de barras metálicas, colocadas racionalmente según las distintas cargas, casi como la armazón de una obra moderna de cemento. Pero el escaso desarrollo de la industria siderúrgica pone un límite insuperable a la difusión de estos sistemas. En Inglaterra se dan los pasos decisivos, que permiten a finales de siglo aumentar la producción de hierro en la medida adecuada a las nuevas exigencias. 
El empleo del hierro fundido se extiende mucho en la construcción. Columnas y vigas de hierro fundido forman la armazón de muchos edificios industriales, y permiten cubrir grandes espacios con estructuras relativamente ligeras y a prueba de fuego. Rejas, barandillas, verjas y decoraciones son cada vez más empleadas en obras corrientes y hasta en obras representativas. Las decoraciones en hierro fundido en este primer período-últimos decenios del siglo XVIII y principios del XIX-son frecuentemente de magnífica factura y muy superiores a las comerciales del período siguiente. 
La industria del vidrio realiza grandes progresos técnicos en la segunda mitad del siglo XVIII, y en 1806 es capaz de producir paneles de vidrio de 2,50 por 1,70 metros. En Inglaterra, sin embargo, la mayor productora, las exigencias fiscales durante las guerras napoleónicas ponen graves dificultades a las fábricas de vidrio, y solo después del tratado de paz la producción puede continuar su desarrollo. Se empiezan a experimentar aplicaciones de más empeño, asociando el vidrio al hierro para obtener revestimientos que dejen pasar la luz. Grandes tragaluces de hierro y vidrio se usan en numerosos edificios públicos, por ejemplo en la Madeleine de Vignon. En 1829, Percier y Fontaine cubren de vidrio la Galerie d'Orléans del Palais Royal, prototipo de galería pública del siglo XIX. Emplea el vidrio en la construcción de grandes viveros Rouhault, en el Jardin des plantes de París, en 1833; Paxton, en Chatsworth, en 1837, y Burton, en Kew Gardens, en 1844. 
Las primeras estaciones de ferrocarril necesitan grandes cubiertas de vidrio, y las nuevas tiendas, con sus amplios escaparates de exposición, acostumbran a los arquitectos a proyectar paredes enteramente de vidrio. El Palacio de Cristal de Joseph Paxton, en 1851, resume todas estas experiencias e inaugura la serie de grandes galerías de cristal para exposiciones, que continúa en la segunda mitad del siglo XIX.

## Arquitectura modernista en Bélgica
El modernismo arquitectónico nace en Bélgica (donde se le dará el nombre de art nouveau) con la obra de Goh Ver Wayans y Victor Horta. La ondulación de los tejados y fachadas, la aplicación de materiales como el hierro forjado, los motivos de vegetación natural y el cuidado diseño de la decoración y de cada elemento arquitectónico y de mobiliario del interior son características de sus obras: de Van de Velde es la casa Bloemenwerf; y de Horta la casa Solvay (especialmente su característico interior de diseño muy recargado, con lámparas, papel pintado, vidrieras, etc.), la casa Tassel, la Casa del Pueblo y la Casa van Eetvelde, todo ello en Bruselas, así como el Gran Bazar de Fráncfort.

## Arquitectura modernista en Austria
El movimiento vienés denominado Sezession (1897) tuvo como arquitectos a Otto Wagner y Josef María Olbrich; y el paralelo movimiento de Múnich (1892) a Franz von Stuck.

## Arquitectura modernista en Reino Unido
En Reino Unido pueden considerarse dentro del modernismo arquitectónico a William Morris y a Charles Rennie Mackintosh. El estilo de Morris no cae en los excesos decorativos, es el más sobrio del movimiento, ya que se centra más en la implantación de la villa en la naturaleza (influencia del pintoresquismo inglés del siglo previo) y la valoración del espacio interior funcional. Sobre todo diseña muebles y pequeños utensilios cotidianos, y se le sitúa dentro del género en consonancia del arquitecto francés Charles Voysey. Los planteamientos de Mackintosh son originales y aportan nuevas soluciones a sus problemas arquitectónicos. Son características las formas prismáticas y octogonales. Es el arquitecto modernista más sobrio en los exteriores, lo que le vale ser un precursor del racionalismo arquitectónico. Diseña muebles y joyas, y construye la Escuela de arte de Glasgow.

## Arquitectura modernista en España

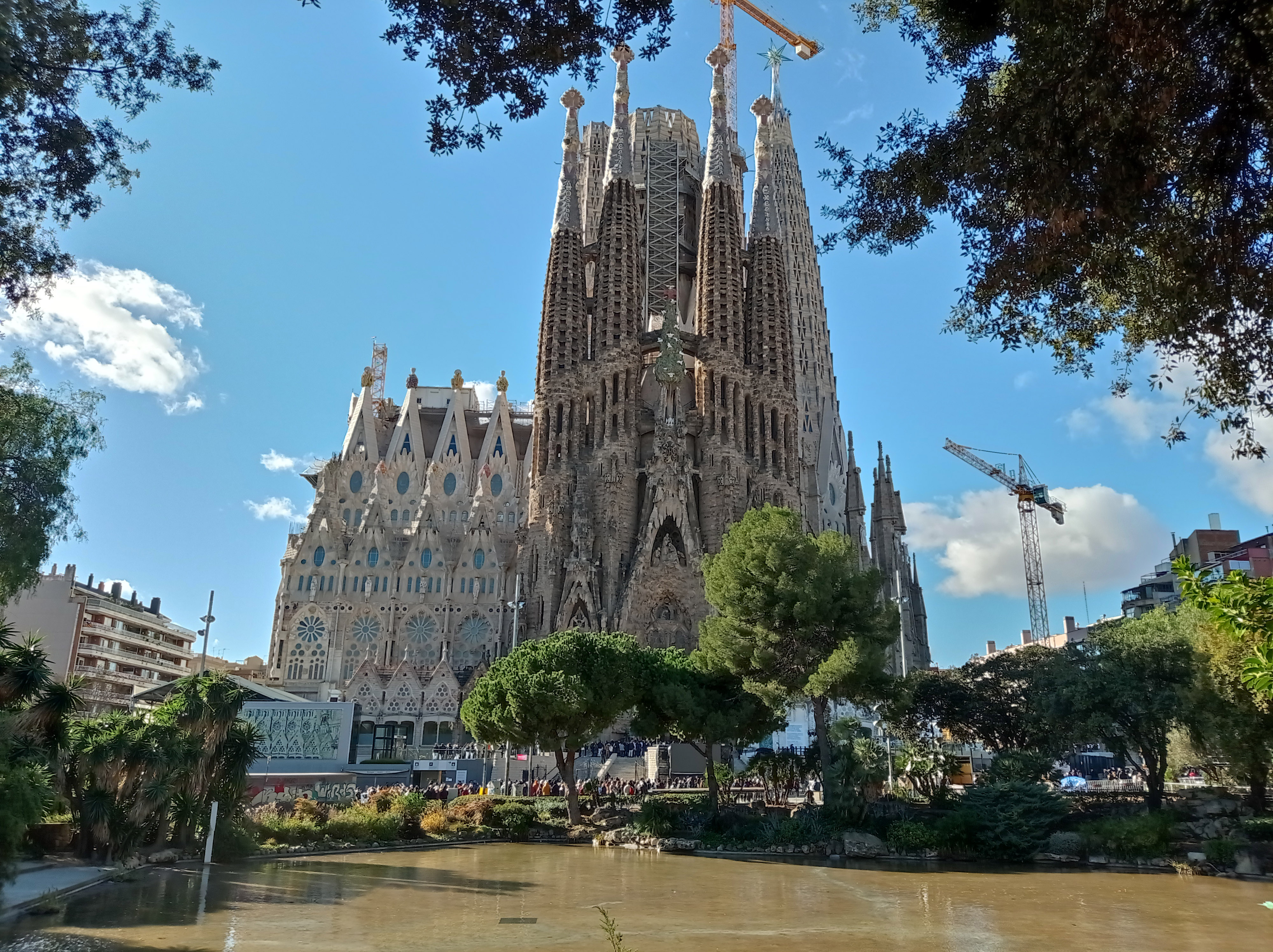
Templo de la Sagrada Familia de Barcelona, obra de Antoni Gaudí

En España, la arquitectura modernista, relativamente poco presente en Madrid, y con desarrollo puntual en otras zonas (Cartagena y La Unión, Comillas, León y Astorga, Ávila, Zamora, Zaragoza, Teruel, el Bajo Aragón, Ceuta, algunas de las casas de indianos de la zona cantábrica, Canarias o Mallorca); fue en Barcelona donde tuvo mayor importancia. Los arquitectos modernistas catalanes (Elías Rogent, Lluís Domènech i Montaner, Josep Puig i Cadafalch, Enric Sagnier, Juan Rubió, Josep Maria Jujol, Salvador Valeri, Lluís Muncunill i Parellada, Víctor Beltrí) desarrollaron un lenguaje propio, del que partió Antoni Gaudí para desarrollar su particular universo artístico, muy personal. La Comunidad Valenciana será otro foco modernista, que por número de obras tuvo su mayor desarrollo en Alcoy y Valencia y que de la mano de los arquitectos del modernismo valenciano (Francisco Mora, Demetrio Ribes, Antonio Martorell, Vicente Ferrer, Vicente Pascual, Timoteo Briet, etc) dará lugar a un estilo propio influenciado por la corriente modernista austriaca Sezession. La ciudad de Melilla, es la segunda ciudad Española con más edificios modernistas, gracias a unas ornamentaciones al extremo complicadas, con grandes prohombres como Emilio Alzugaray Goicoechea o Enrique Nieto y Nieto, discípulo de Domenech y Montaner, cómo lo demuestra en obras cómo la Casa de David J. Melul.

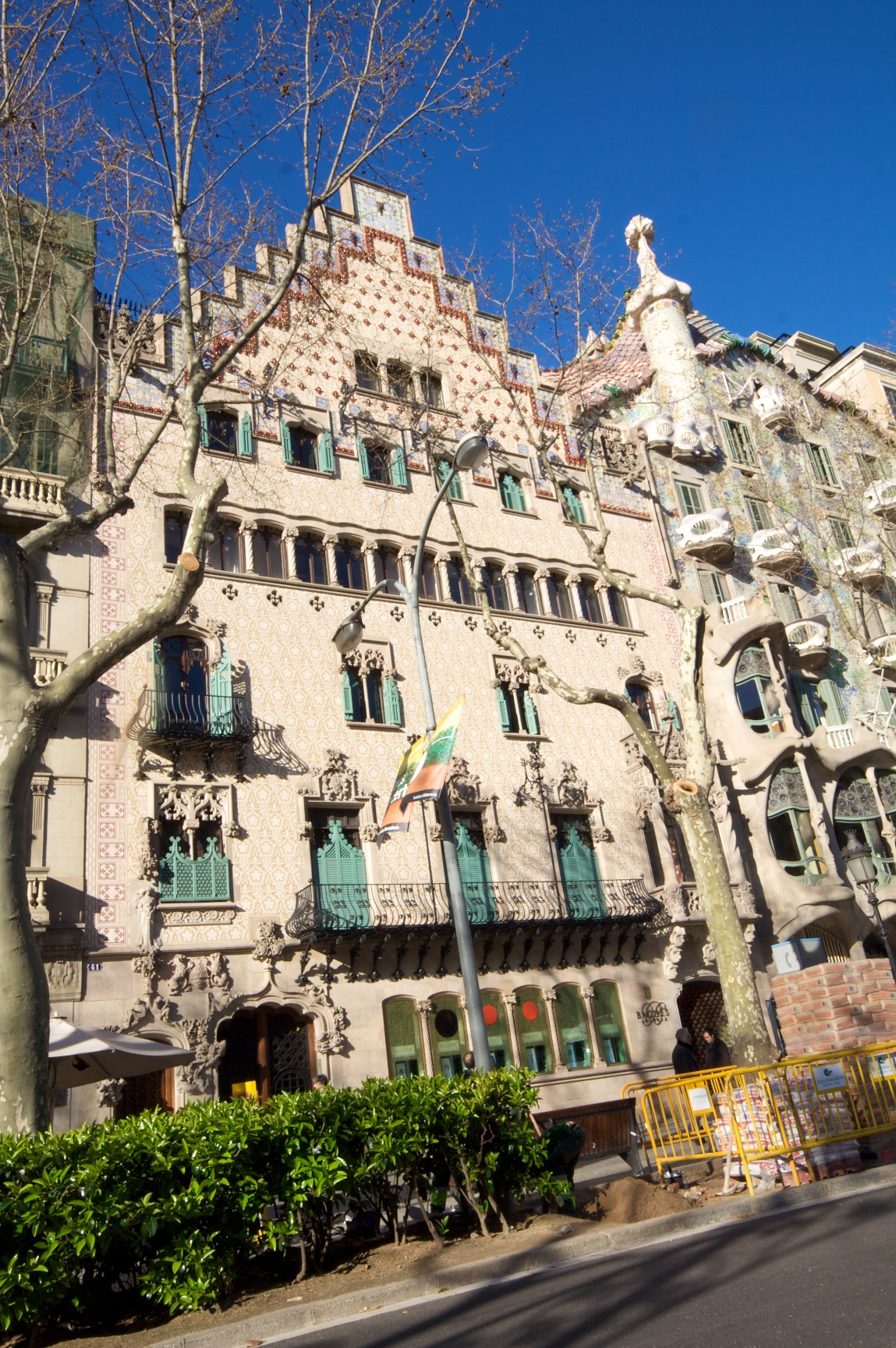
Casa Amatller, de Puig i Cadafalch.
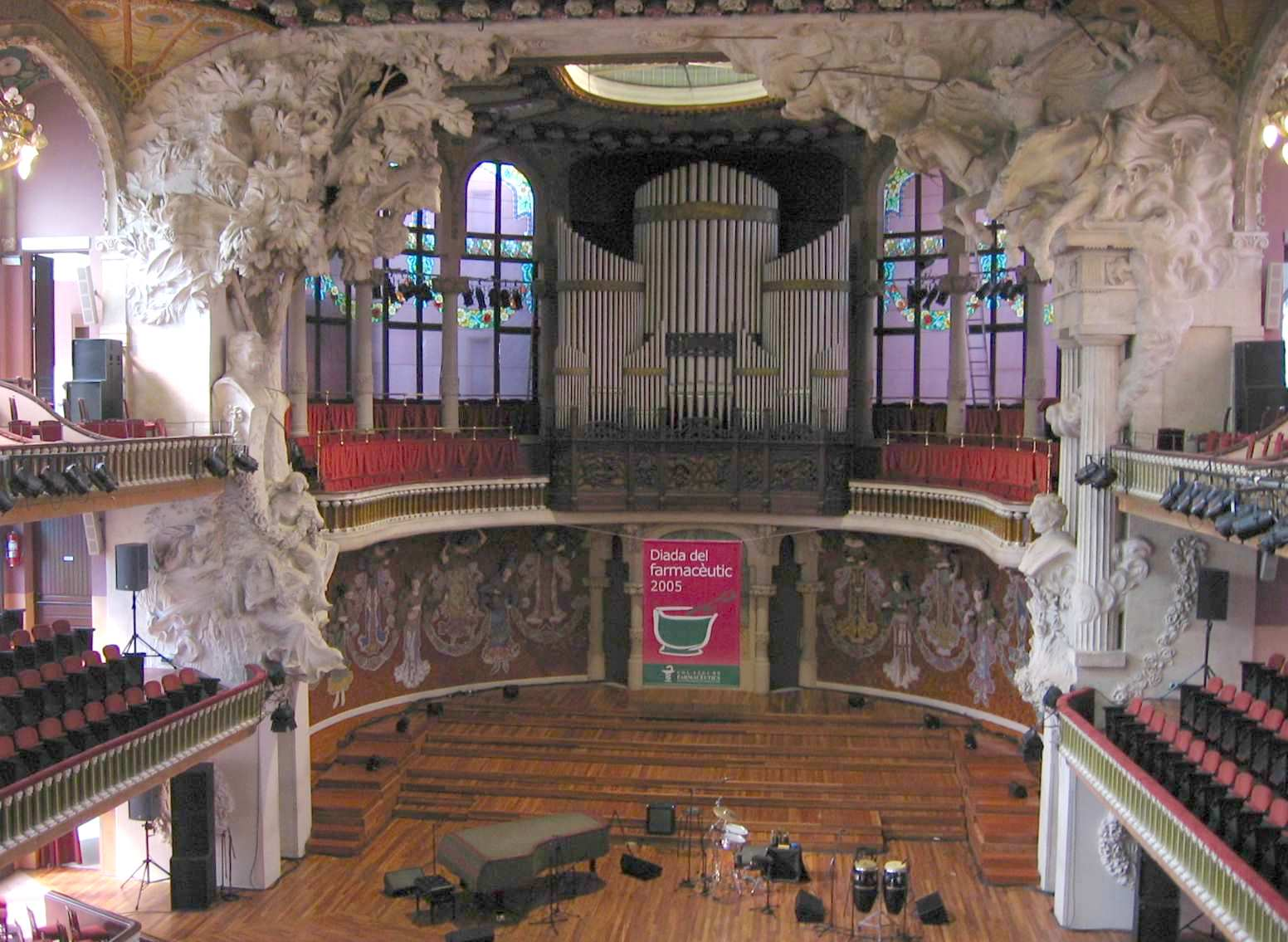
Palacio de la Música Catalana, de Domènech i Montaner.
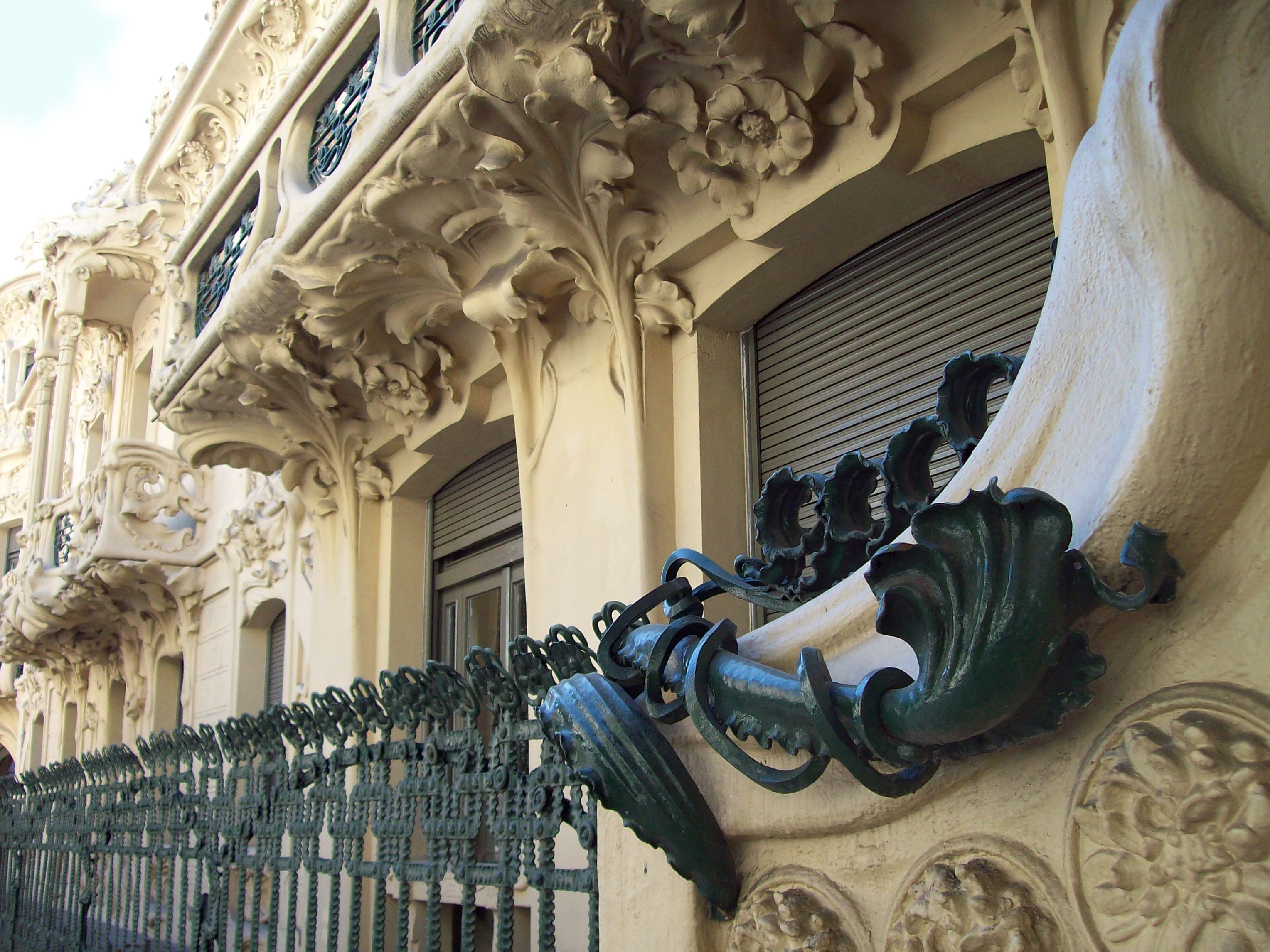
Palacio Longoria, Madrid, de José Grases.
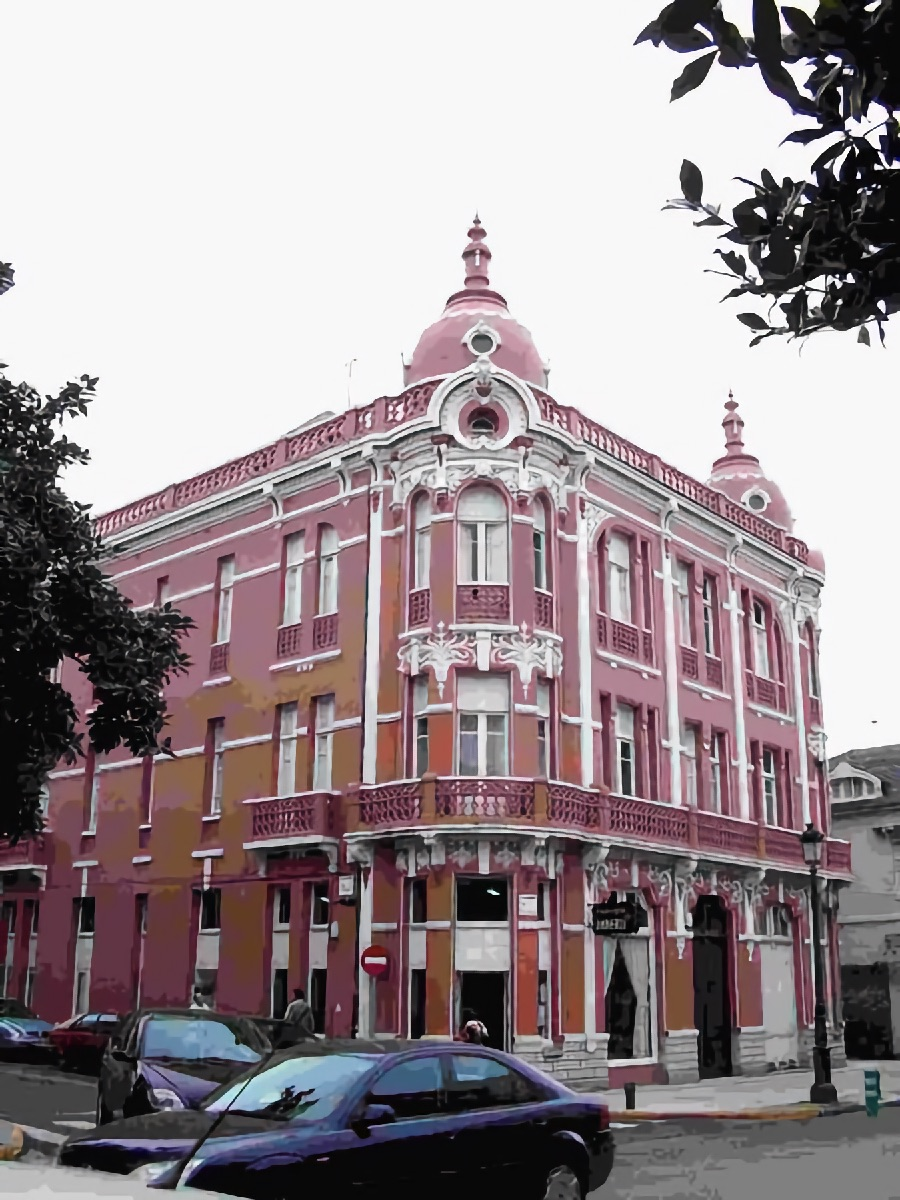
Casa de indianos, Ribadeo.
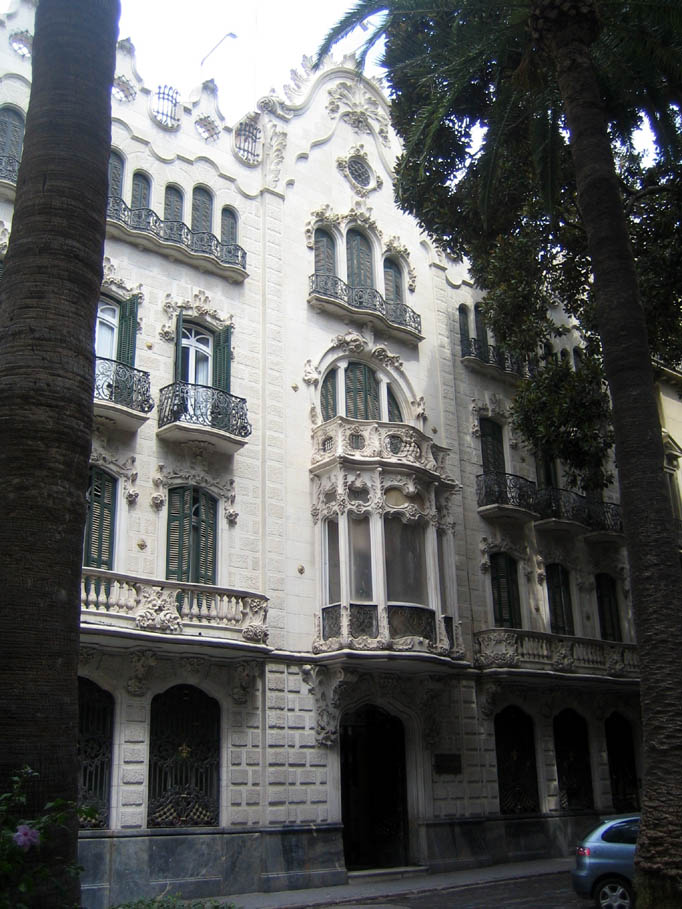
Casa Maestre, Cartagena, de Víctor Beltrí.
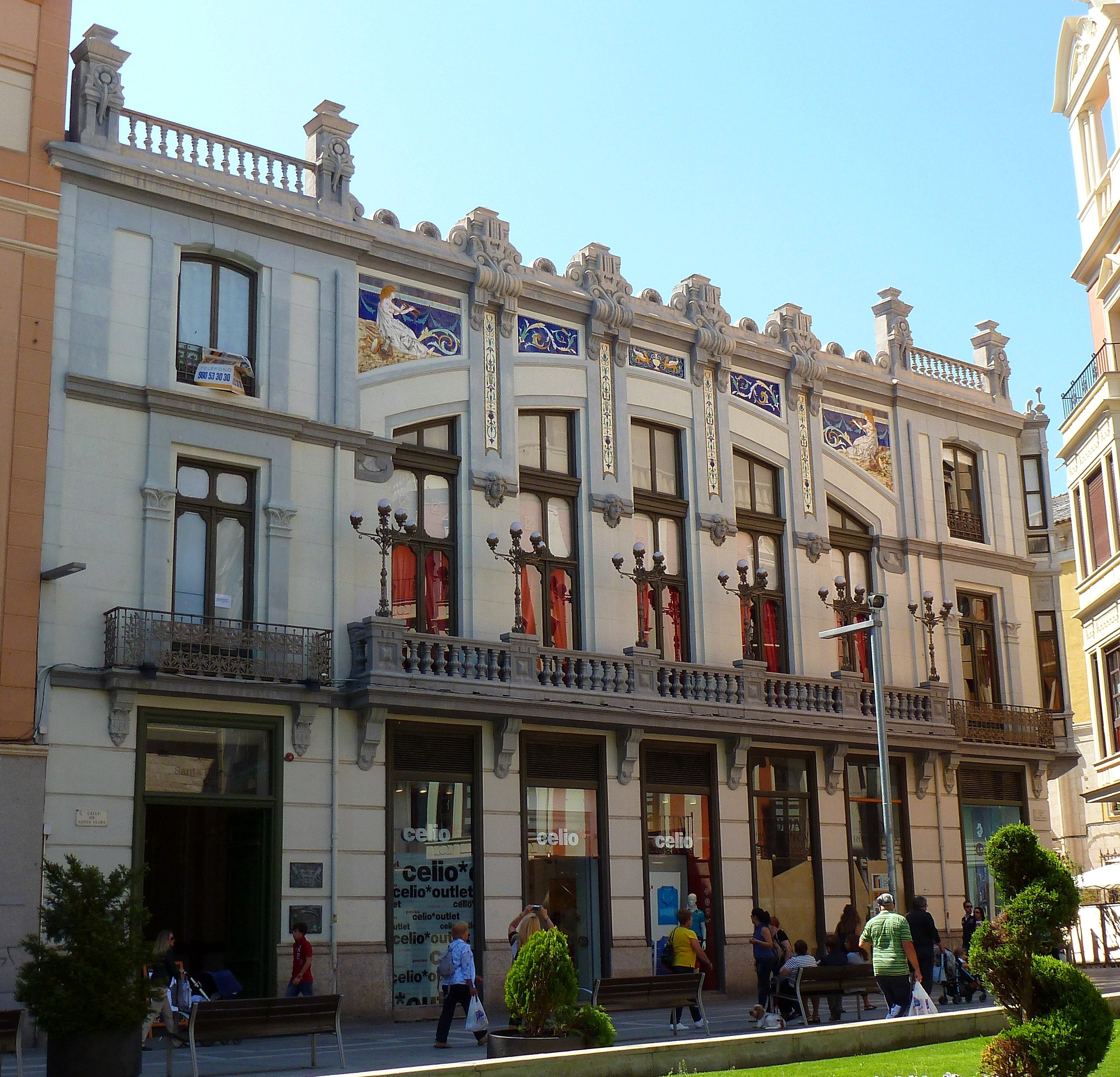
Casino de Zamora, de Miguel Mathet.
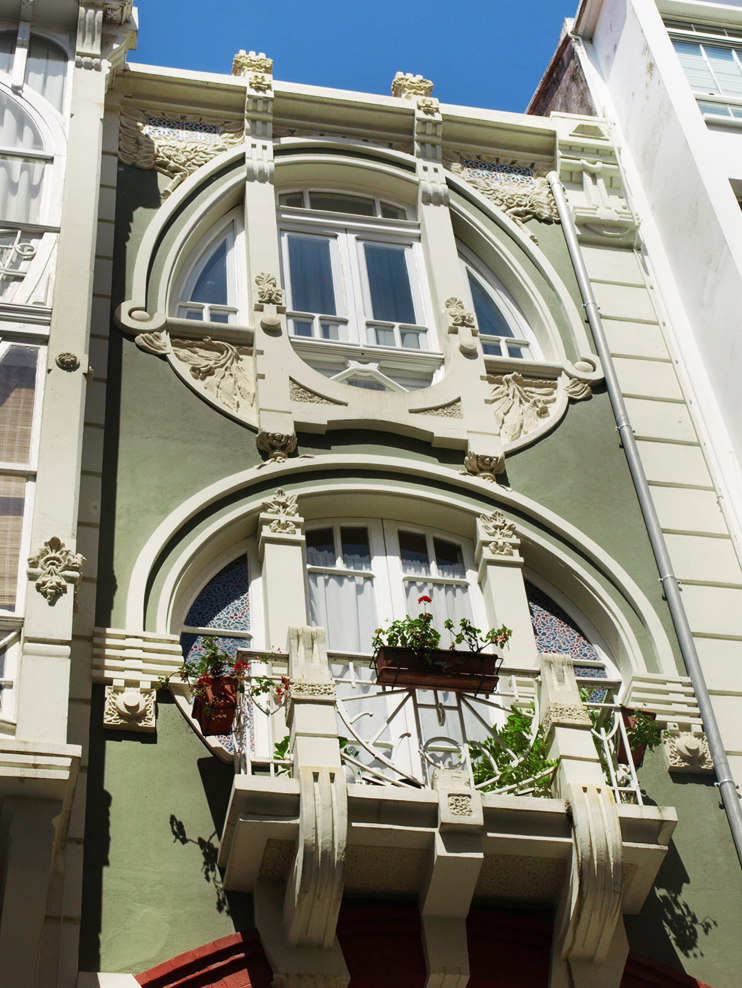
Casa Pereira II (Ferrol) de Rodolfo Ucha.
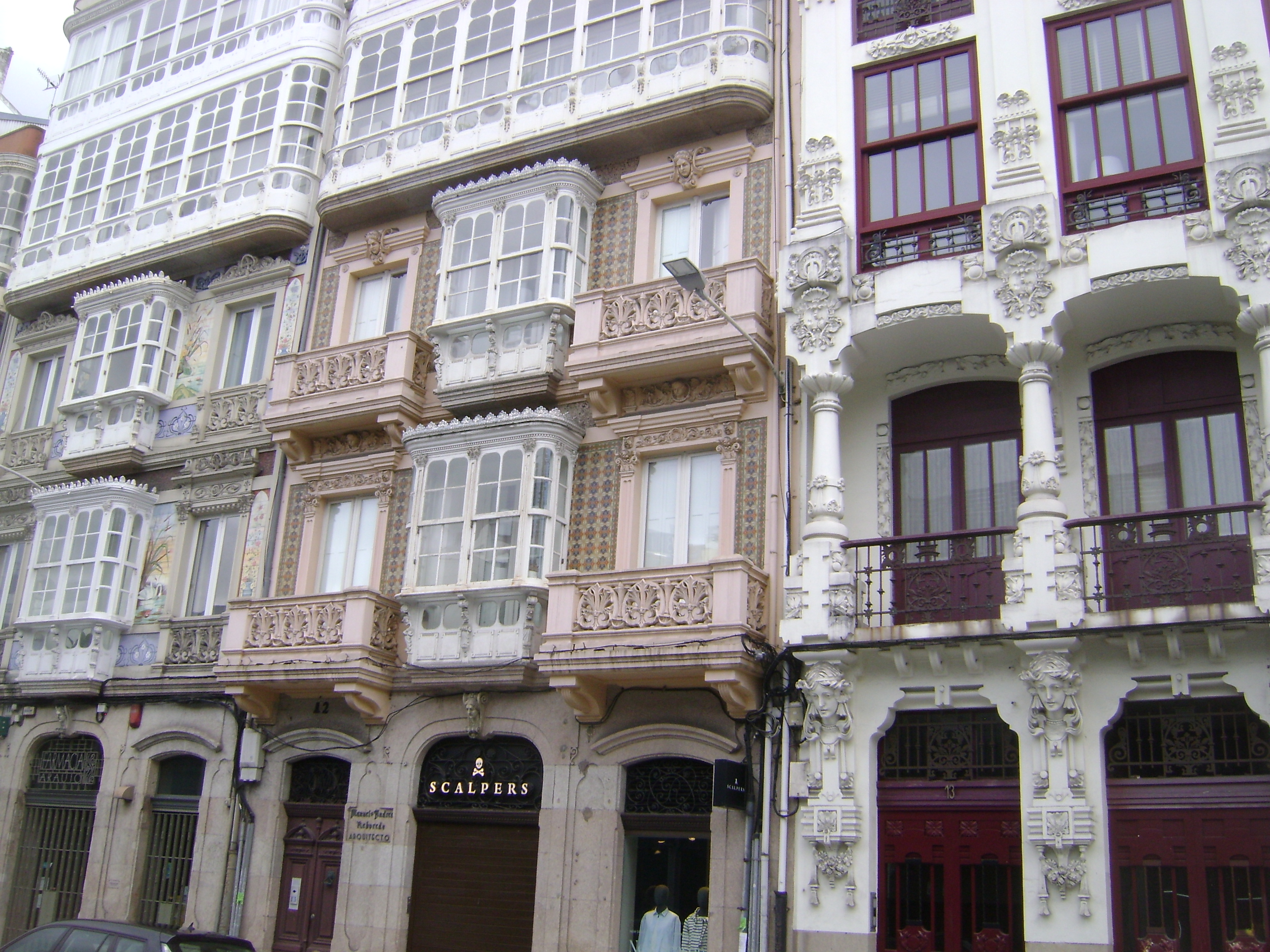
Edificios modernistas en el centro de La Coruña.
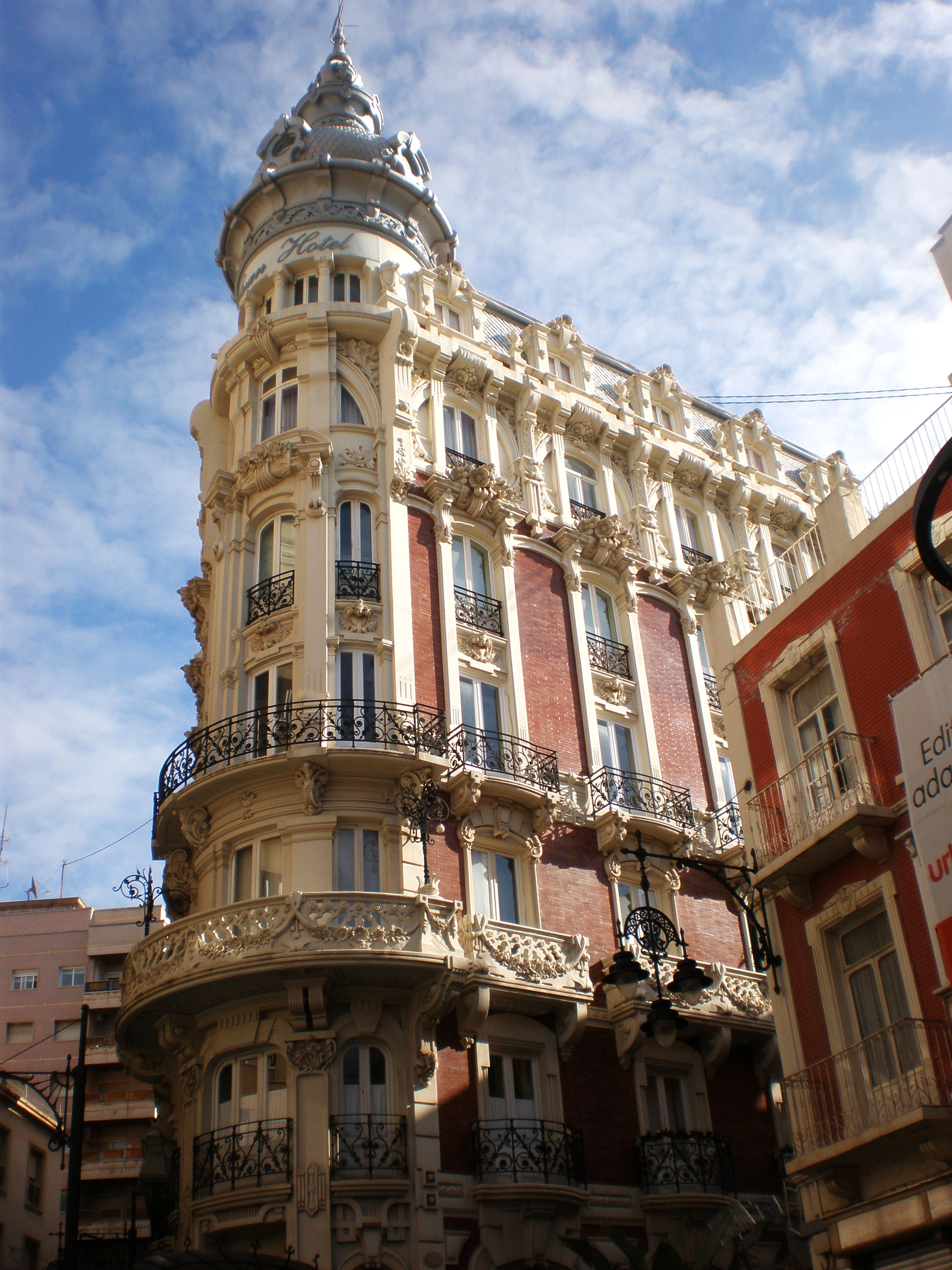
Gran Hotel de Cartagena, en el centro de Cartagena

## Arquitectura modernista en Letonia
Riga es la ciudad europea con mayor cantidad de edificios art nouveau, a consecuencia del crecimiento de urbano que se produjo a partir del derribo de las murallas, y la formación que un grupo de arquitectos (Rudolf Heinrich Zirkwitz, Friedrich Scheffel, Heinrich Scheel, Janis Alksnis y Konstantin Peksens) recibió en el Aula de Arquitectura que se creó (1869) en el Instituto Politécnico de Riga.

## Arquitectura modernista en Sudamérica
En Sudamérica, el modernismo no tuvo demasiado desarrollo debido a su elevado costo de construcción, a la calidad artesanal de sus ornamentos y al gusto conservador de las clases altas. En la Argentina existen algunos casos notables de la influencia del modernismo en todas sus corrientes, gracias a la inmigración de arquitectos de diversos países europeos, especialmente en la ciudad de Buenos Aires: dentro de la corriente Jugendstil se destaca el Edificio Otto Wulff con su decoración zoológica y sus atlantes de rasgos duros y la obra de Oskar Ranzenhofer (Palacio Vera), dentro del modernisme catalá se destacan las obras de Julián García Núñez (como el Hospital Español hoy semi-demolido y varios edificios de departamentos y oficinas como Chacabuco 78) y de Eduardo Rodríguez Ortega (Casa de los Lirios). En el art nouveau de línea belga, los impulsores fueron Edouard Le Monnier (con la silueta distintiva del Yacht Club Argentino), y Louis Dubois (la cúpula exótica del Hotel Chile); y en el floreale italiano, Francesco Gianotti se destacó con la Galería General Güemes, primer rascacielos de Buenos Aires, y varios edificios de departamentos, y Virginio Colombo deslumbró con sus ostentosos edificios y residencias (Casa de los Pavos Reales, Palacio Carú).
Modernismo no es un arte nuevo, sino que es en todo caso la solución final, el episodio último, de la arquitectura del siglo XIX que entra y se acaba de una forma especialmente acelerada a comienzos del XX.
En Chile tampoco existen demasiados ejemplos, aunque sí algunos muy notables: Uno de los primeros ejemplos de Art Nouveau en Chile fue el Jardín de Invierno del Palacio Cousiño, construido en 1882 por el arquitecto francés Paul Lathoud. El Palacio Anwandter Schmidt es un ejemplo del estilo Jugendstil alemán en Chile, construido en 1890. Uno de los mayores ejemplos en Chile es el Palacio Baburizza, un chalet construido en 1916 por los arquitectos Barison y Schiavon. Posee elementos de distintas arquitecturas europeas fusionadas armónicamente por el Art Nouveau austríaco. Algunos edificios sólo incluían ciertos elementos Art Nouveau en sus fachadas y salones, como el Palacio Iñíguez y el Palacio Larraín Mancheño. Otros ejemplos notables son el Palacio Falabella, de estilo neorenacentista con reminiscencias art nouveau; el Palacio Figueroa Echaíz del arquitecto Luciano Kulczewski y el Club Hípico de Santiago. 

## Galería

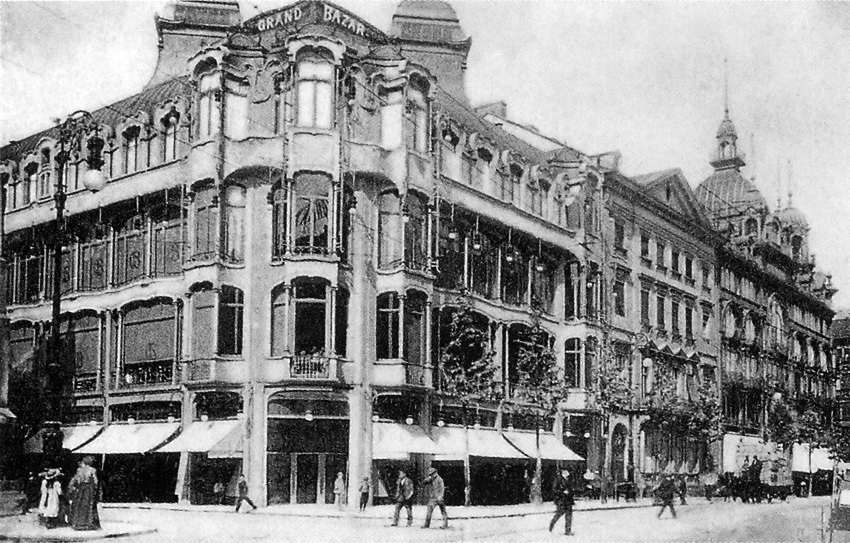
Grand Bazar de Fráncfort, de Horta.
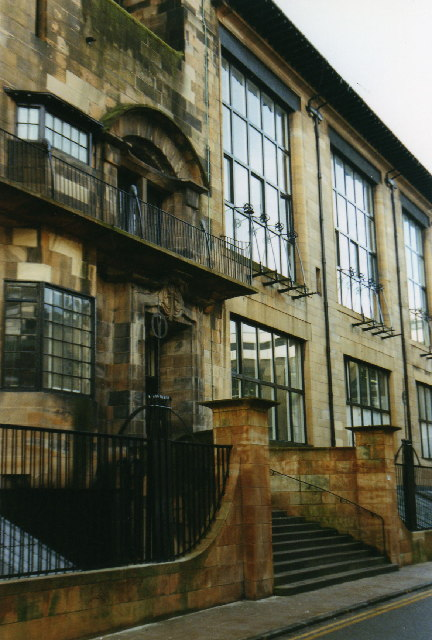
Escuela de arte de Glasgow, de MacKintosh.
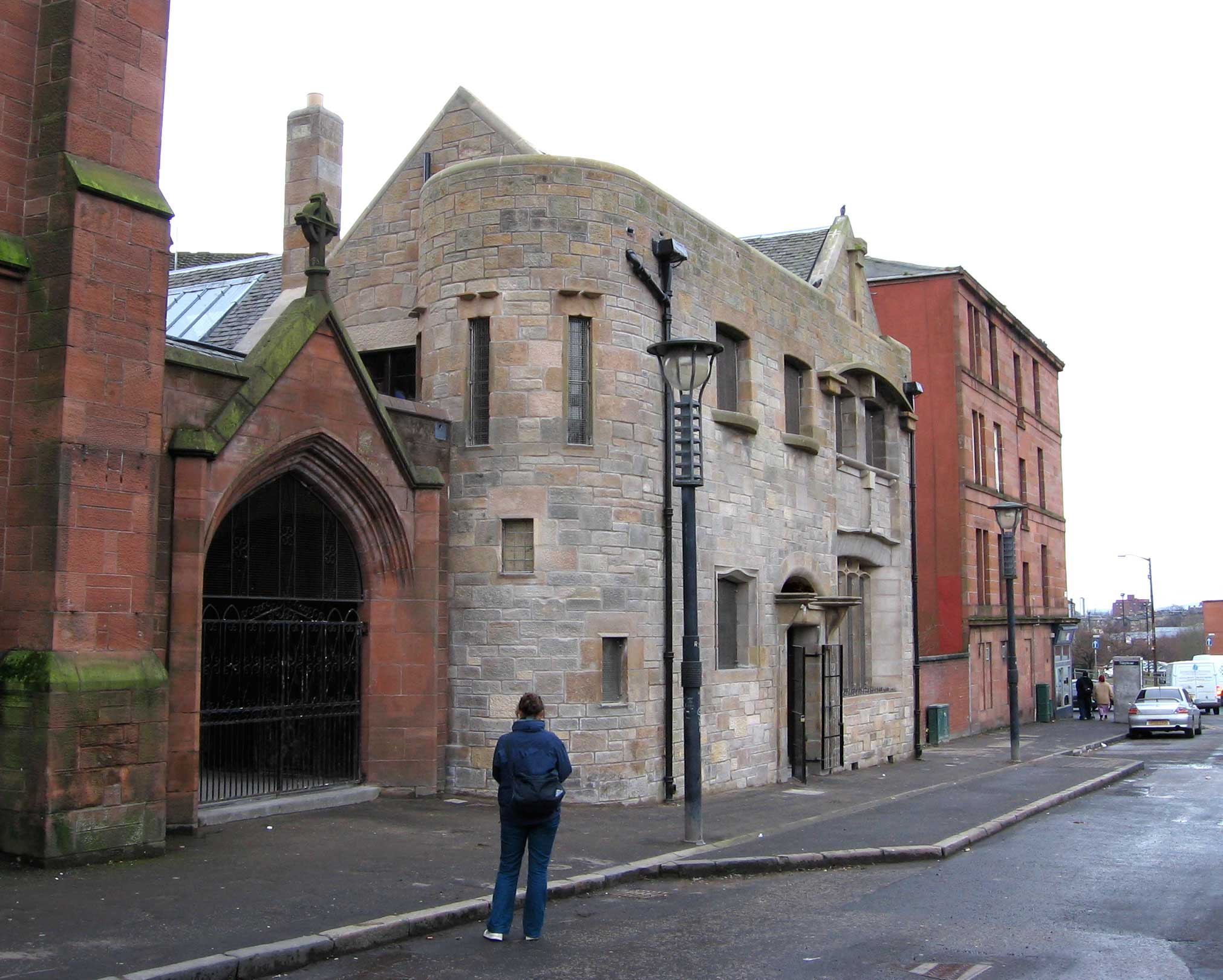
Ruchill Church Hall, de MacKintosh.
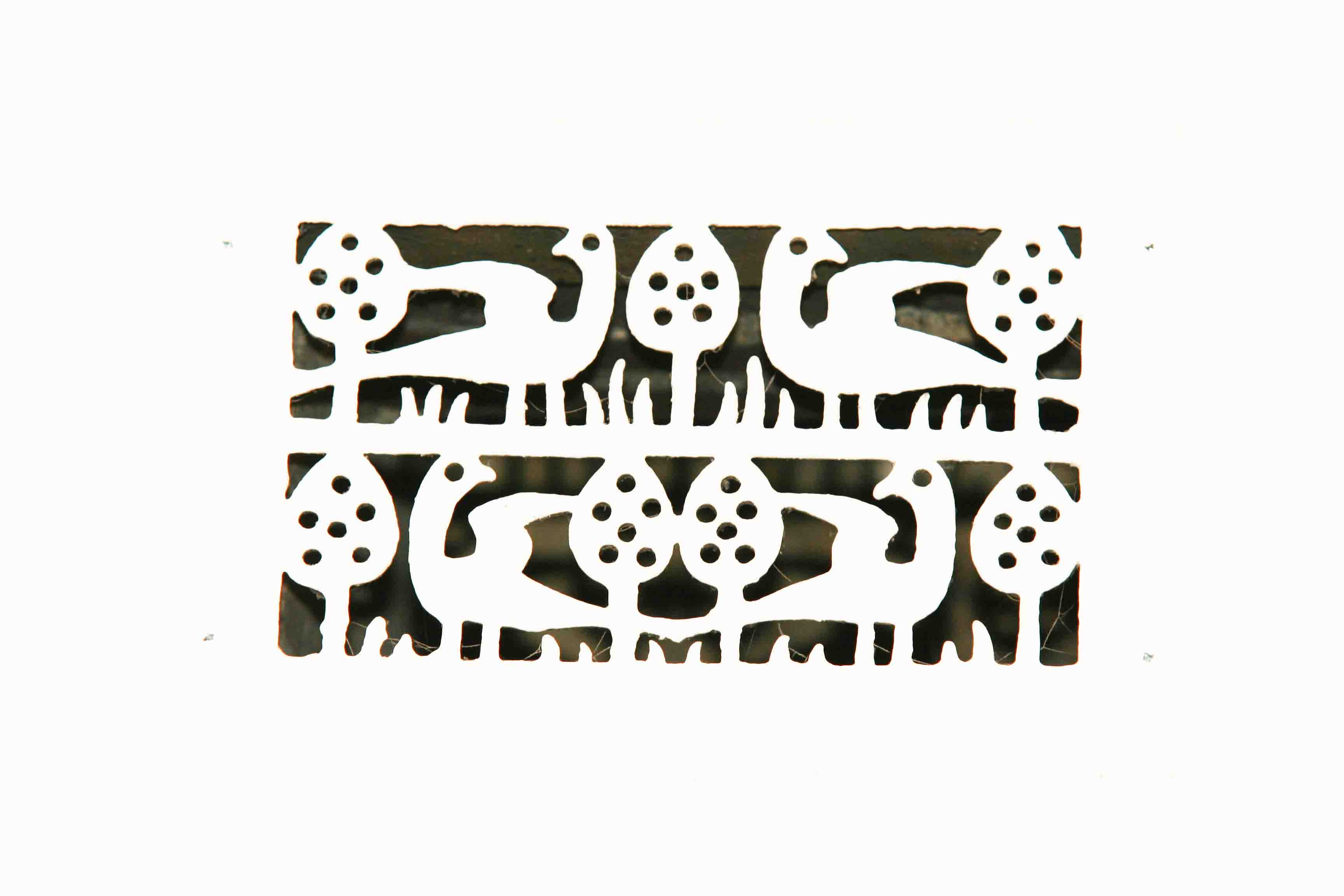
Rejilla de ventilación, de Voysey.
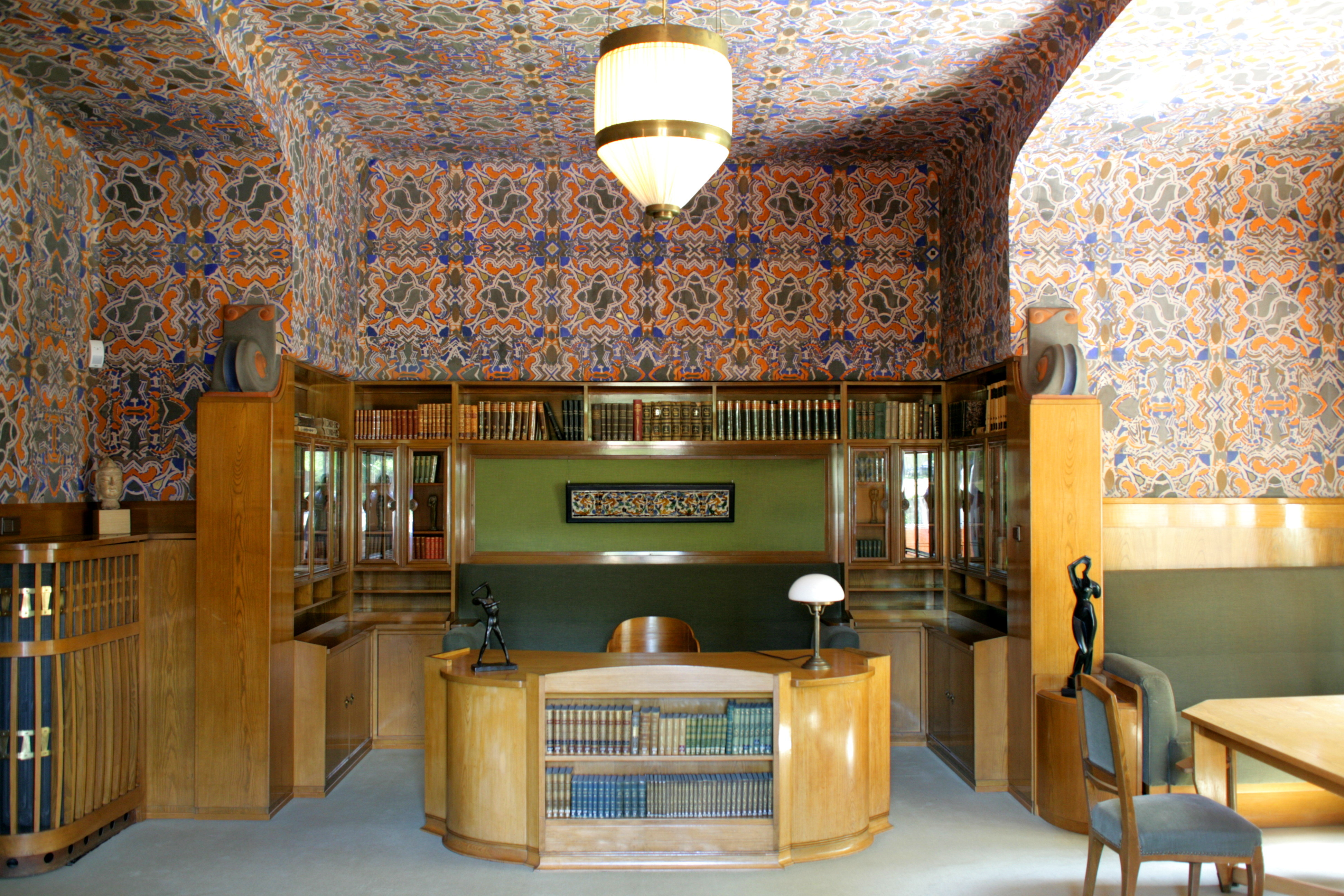
Interior de Hohenhof, de Van de Velde.
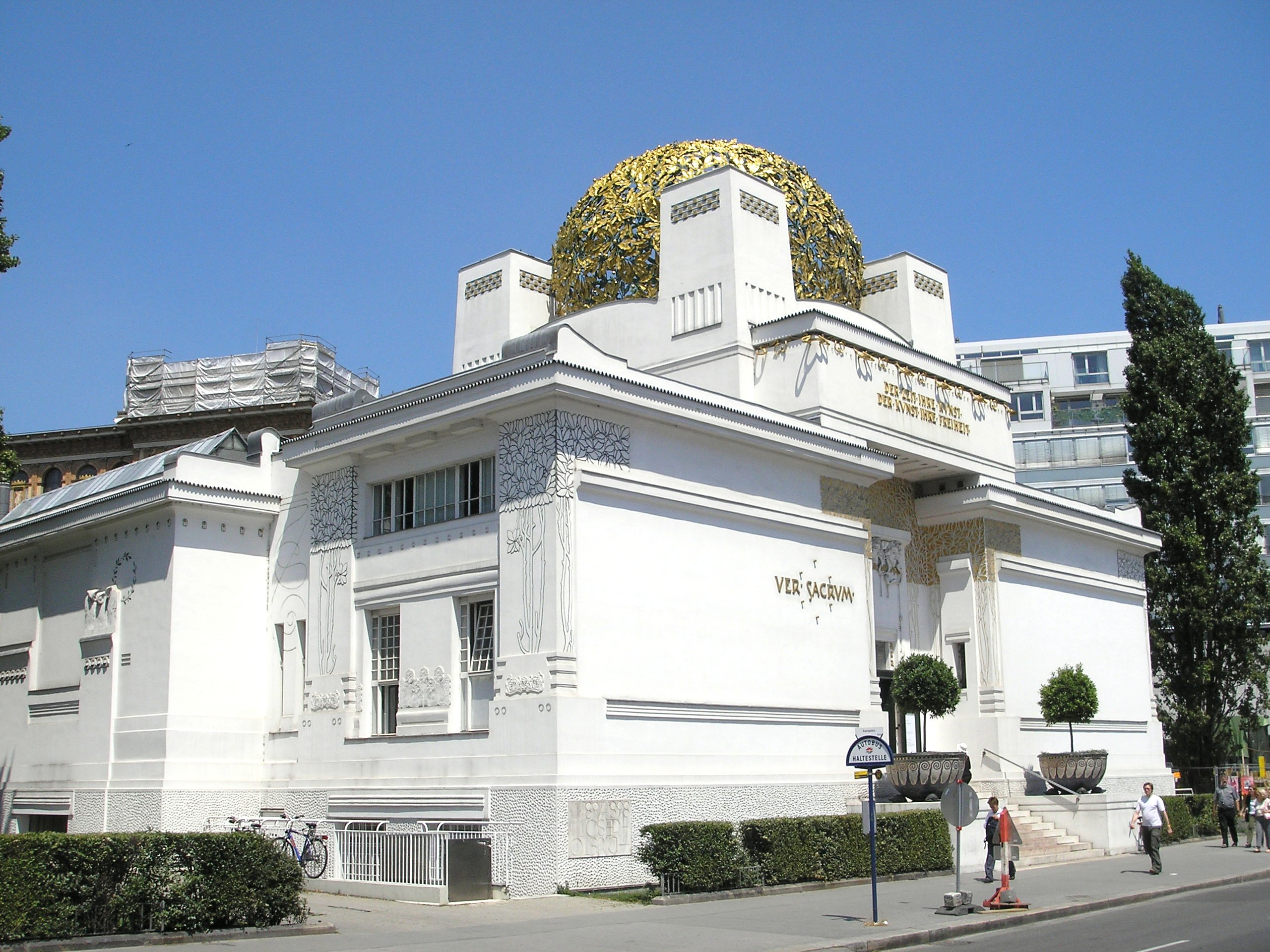
Pabellón de la Sezession, Viena, de Olbrich.
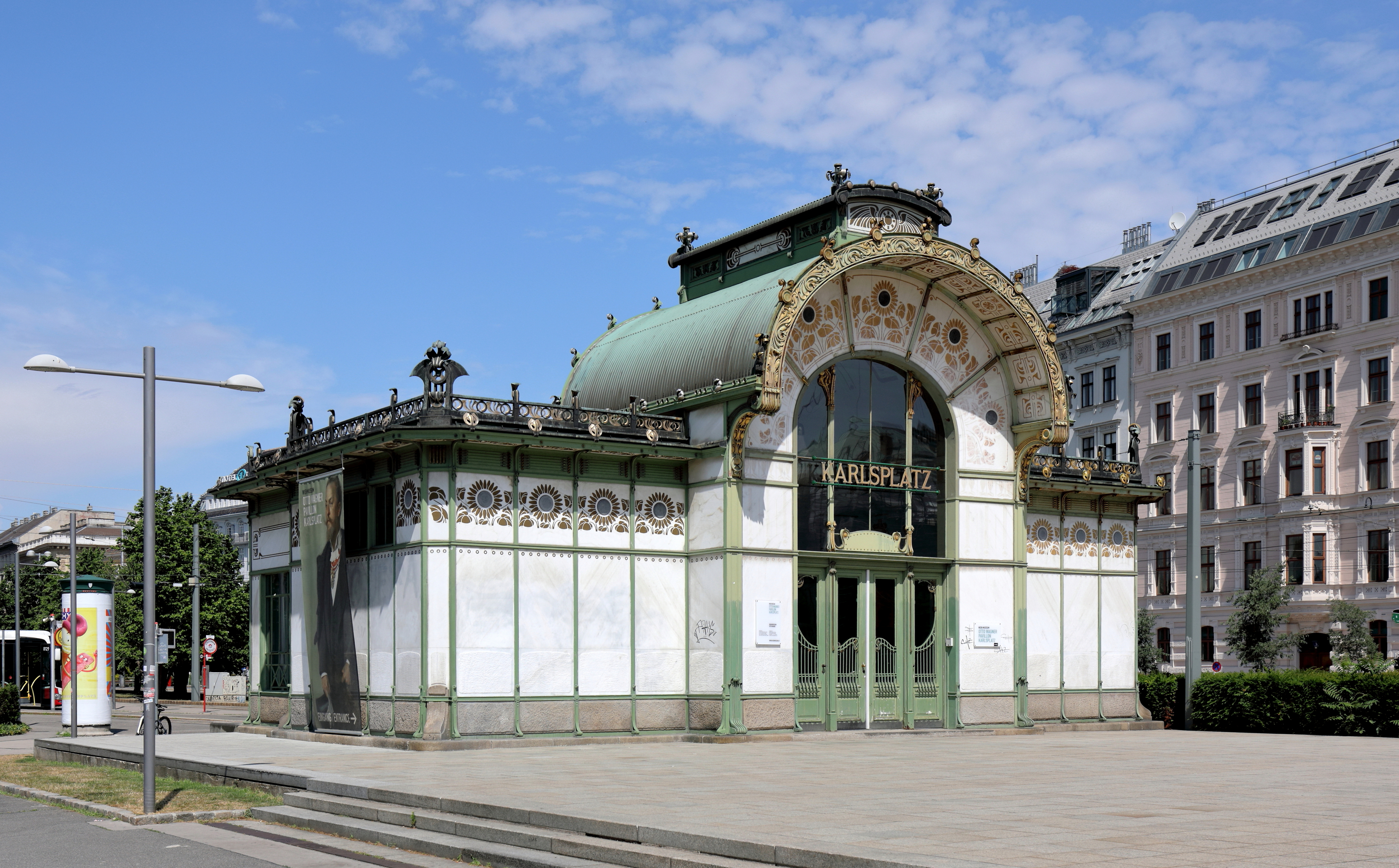
Estación del Metro de Viena, de Otto Wagner.
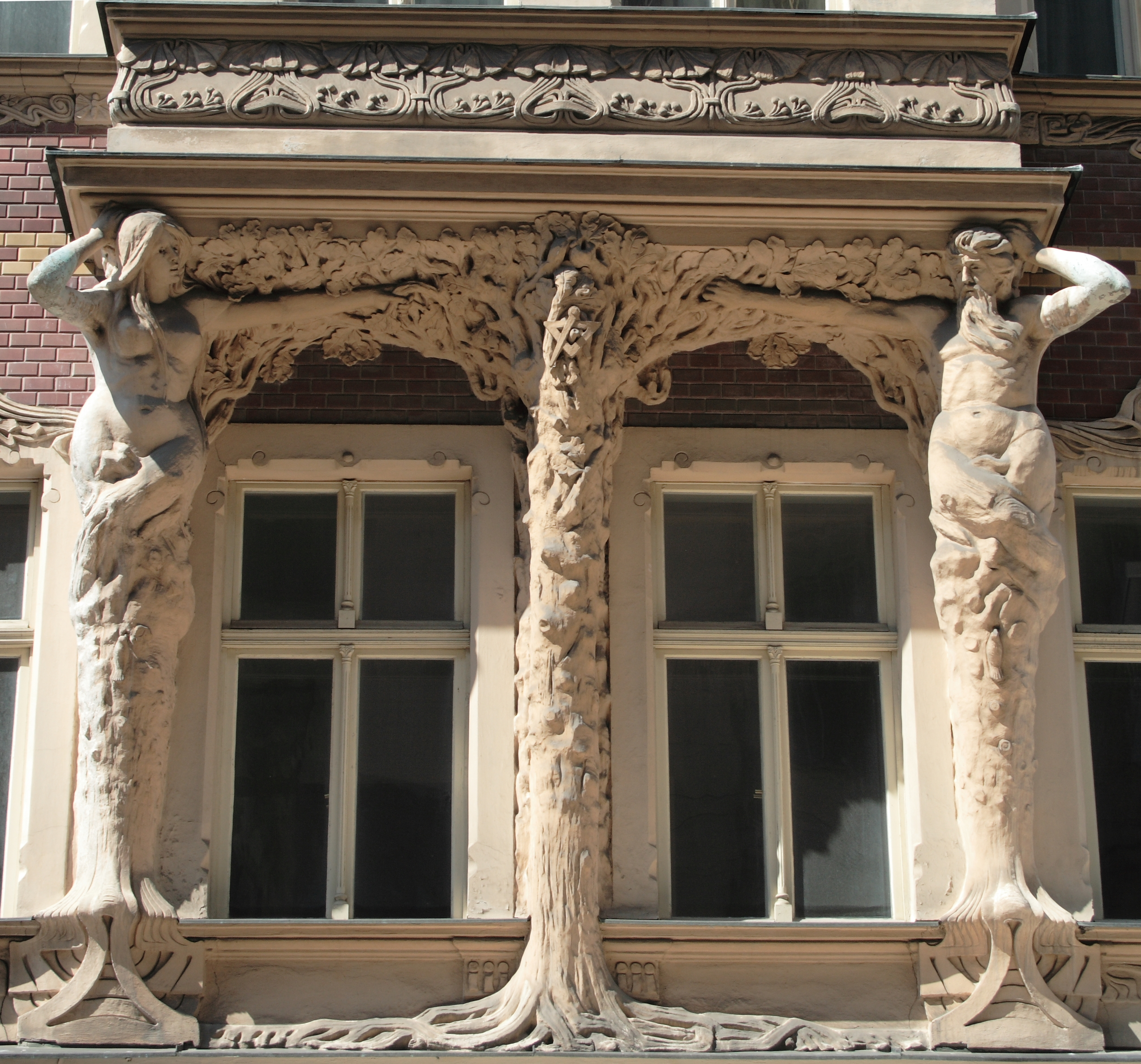
Ventanal en la calle Smilsu, Riga, de Peksens.
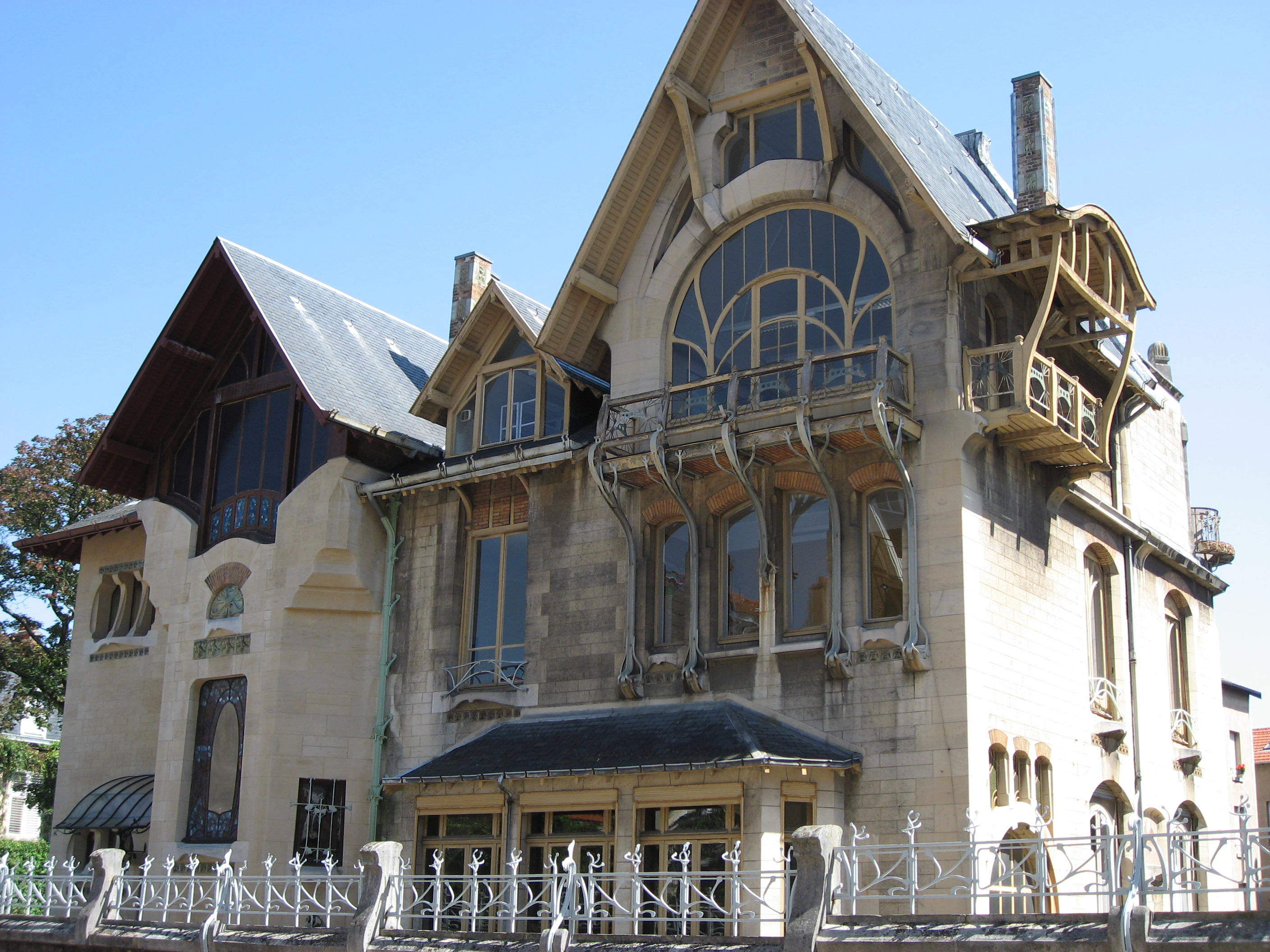
Villa Majorelle, Nancy, de Henri Sauvage (1901-1902).
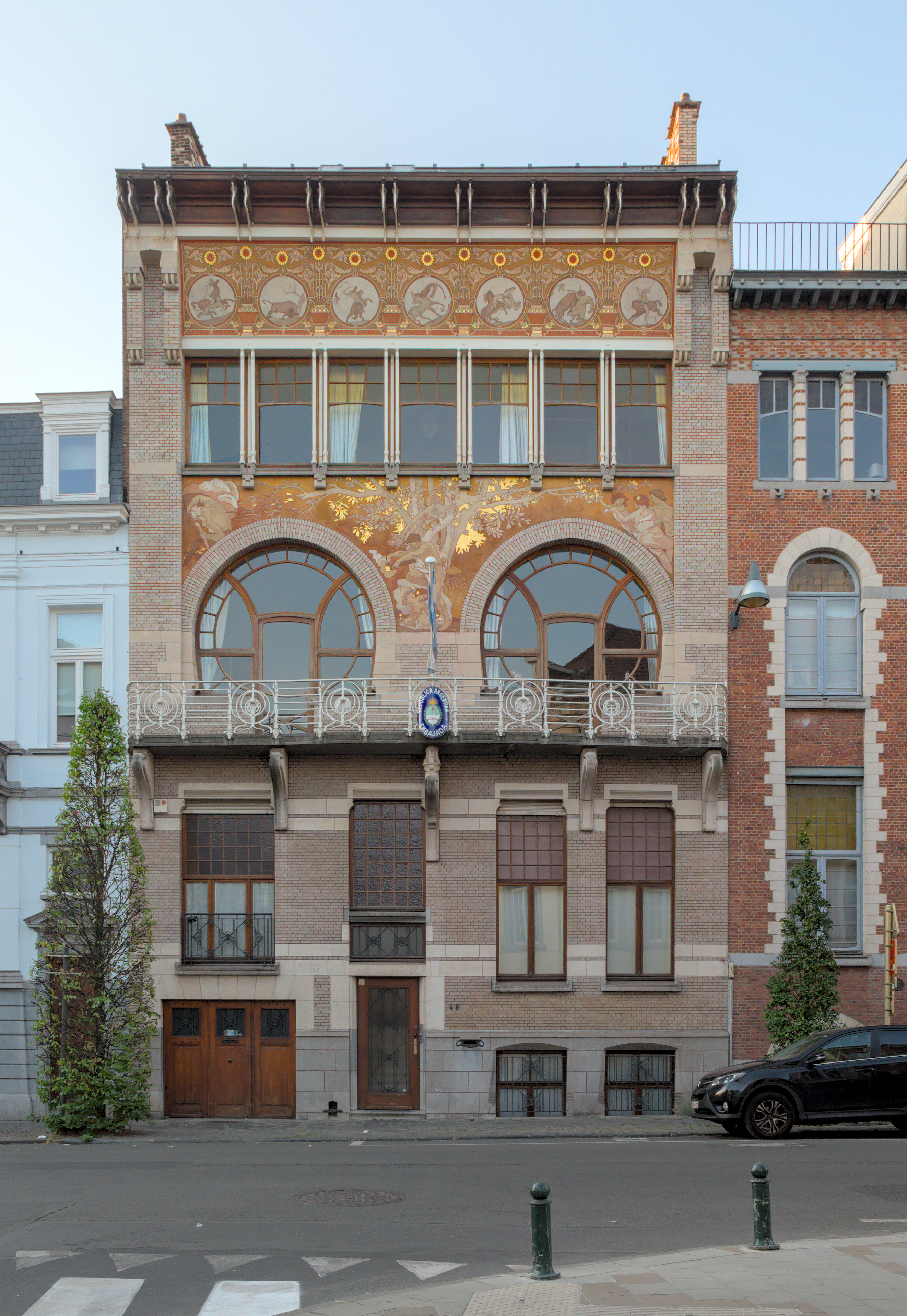
Hôtel Ciamberlani, Ixelles, de Paul Hankar (1897).
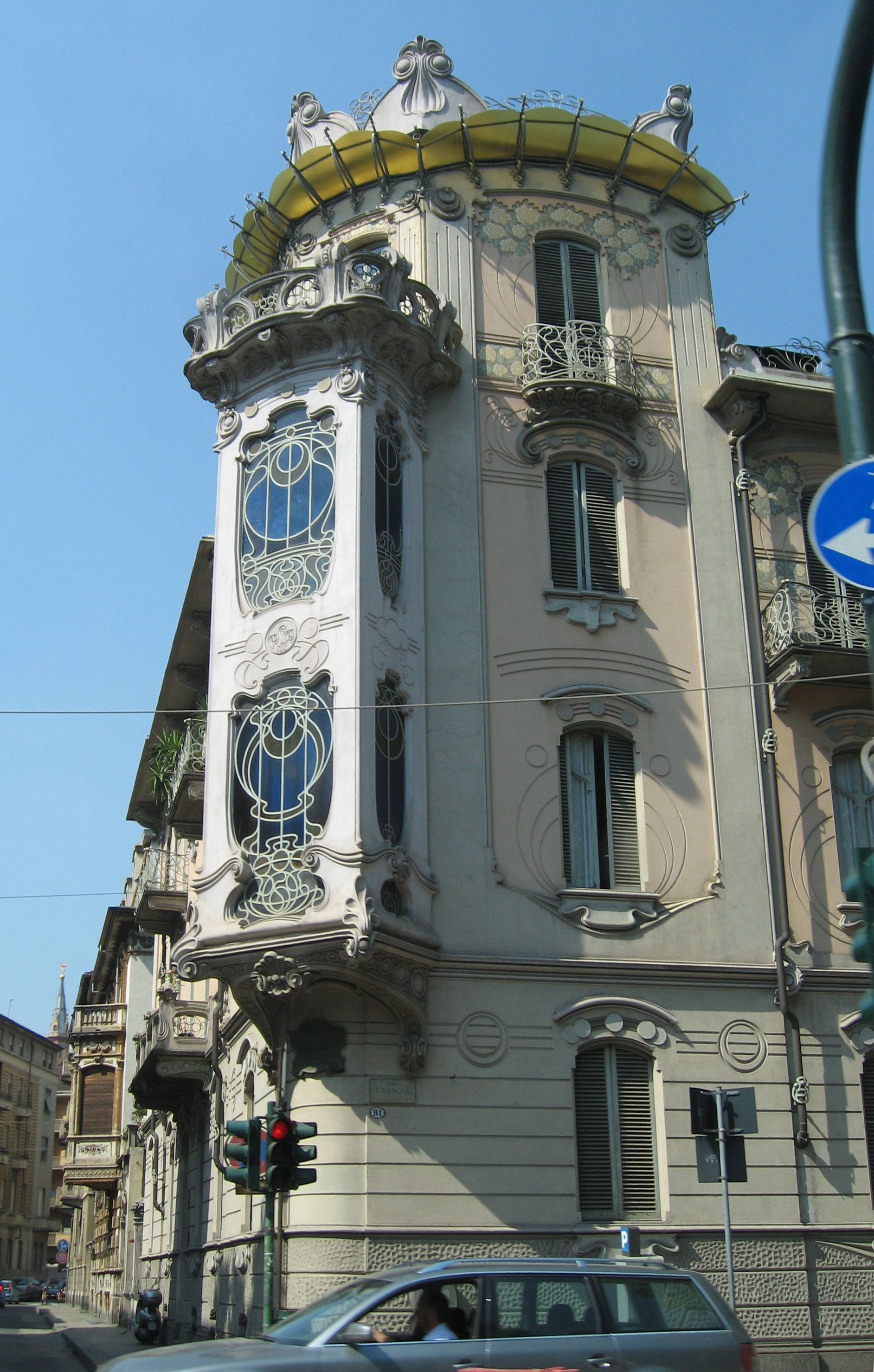
Casa Fenoglio-Lafleur, Turín (1902-1903).
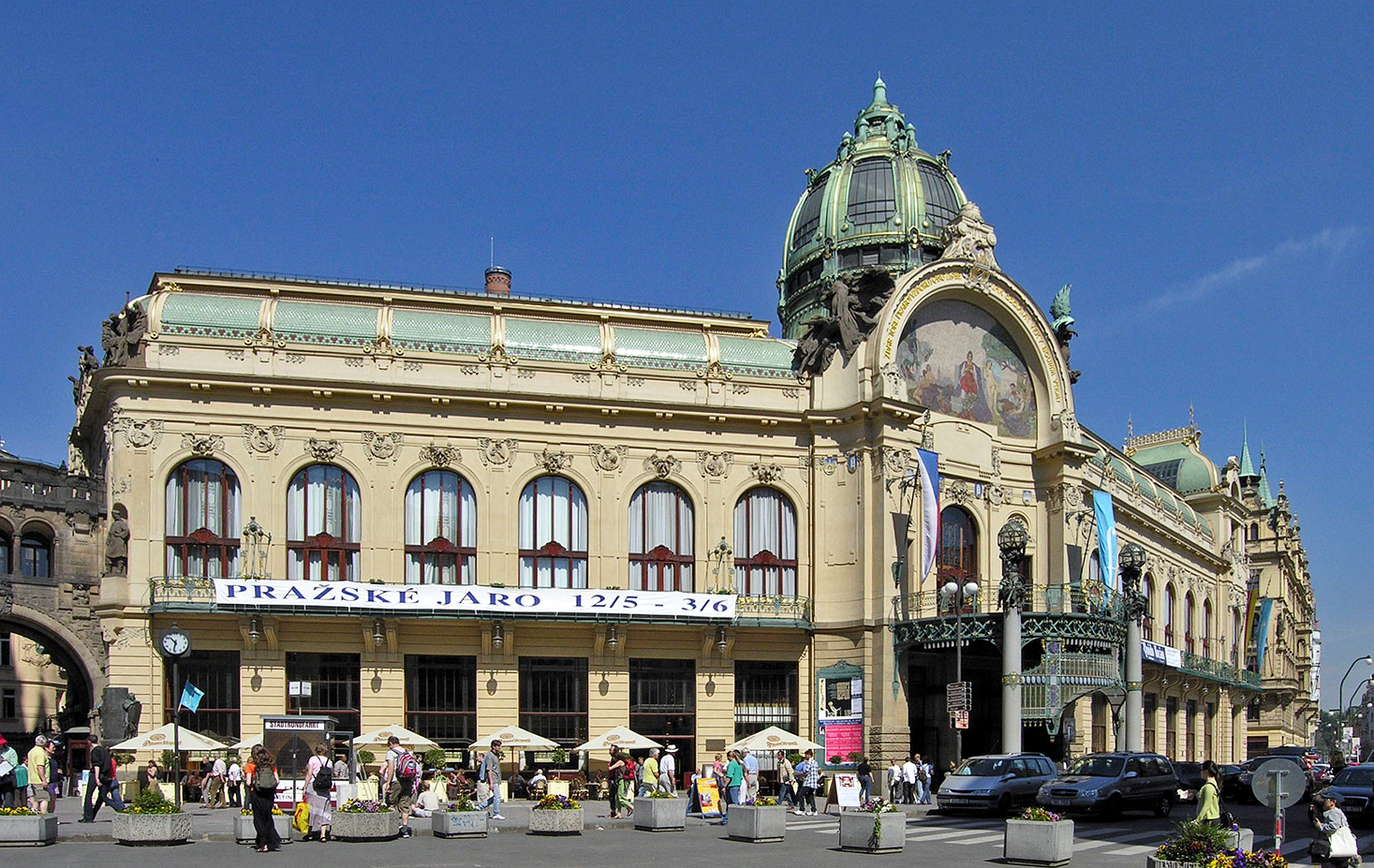
Obecni Dûm (Ayuntamiento de Praga, 1905-1912).
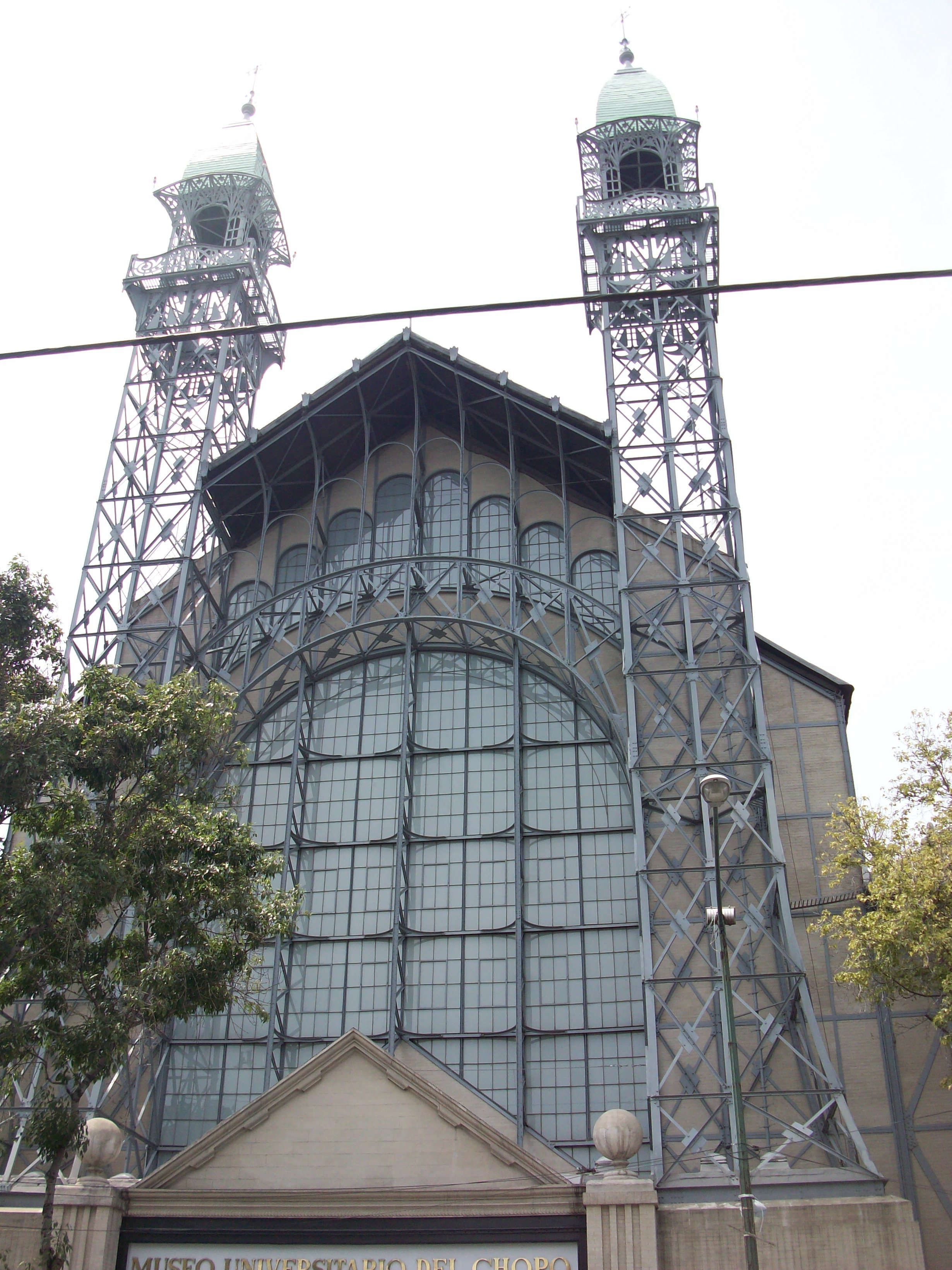
Museo Universitario del Chopo de Bruno Möhring en la Ciudad de México